# Force aérienne d'autodéfense japonaise
La Force aérienne d'autodéfense japonaise (航空自衛隊, Kōkū Jieitai) ou Japanese Air Self-Defense Force (JASDF) est la composante aérienne des Forces d'autodéfense japonaises. Elle a été créée le 1er juillet 1954 et reprend une partie des traditions du Service aérien de l'Armée impériale japonaise. Fin 2013, son effectif total (civils et militaires) est de 50 324 personnes. En 2010, ses effectifs étaient de 34 760 militaires.

## Histoire

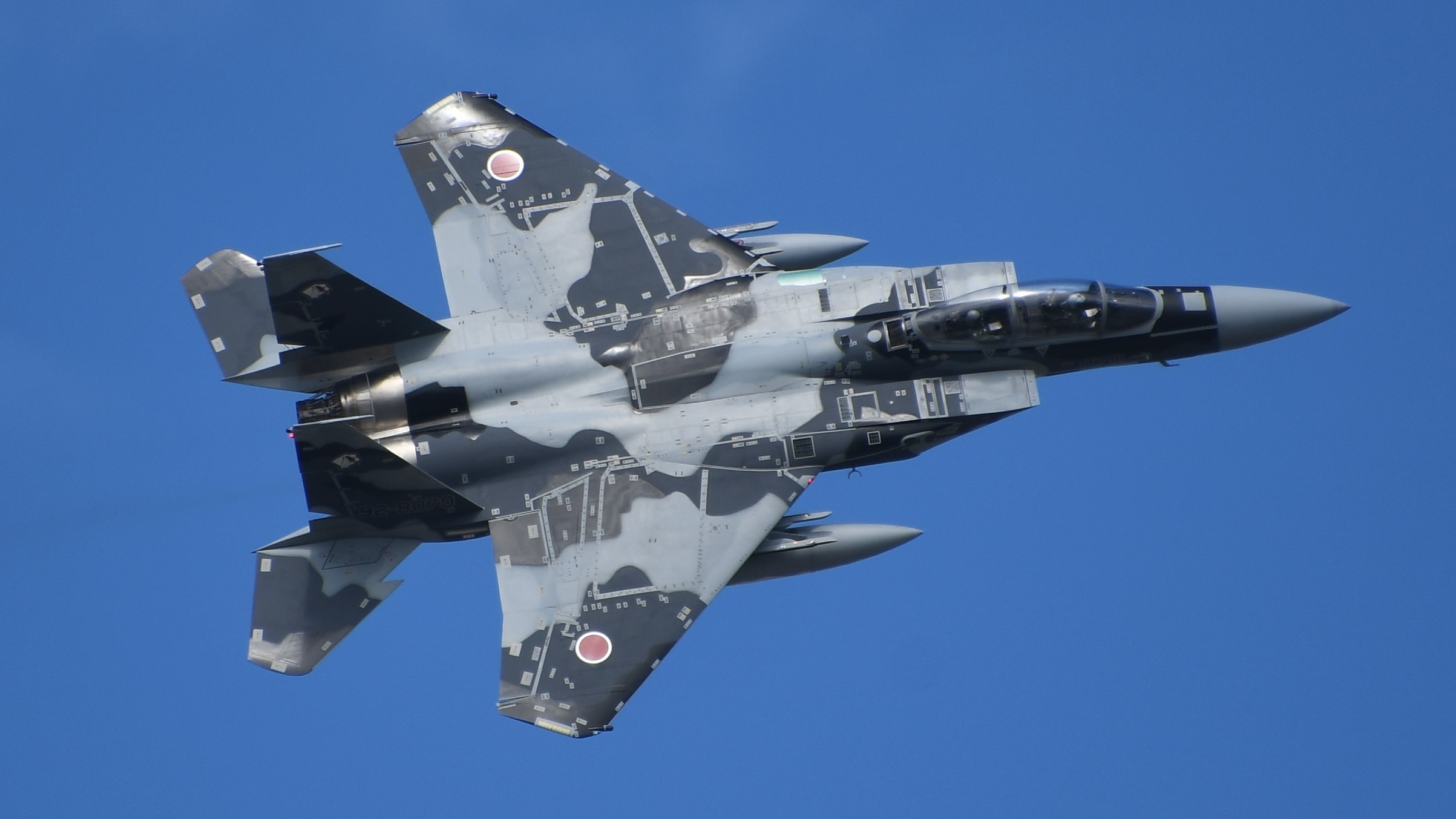
F-15DJ

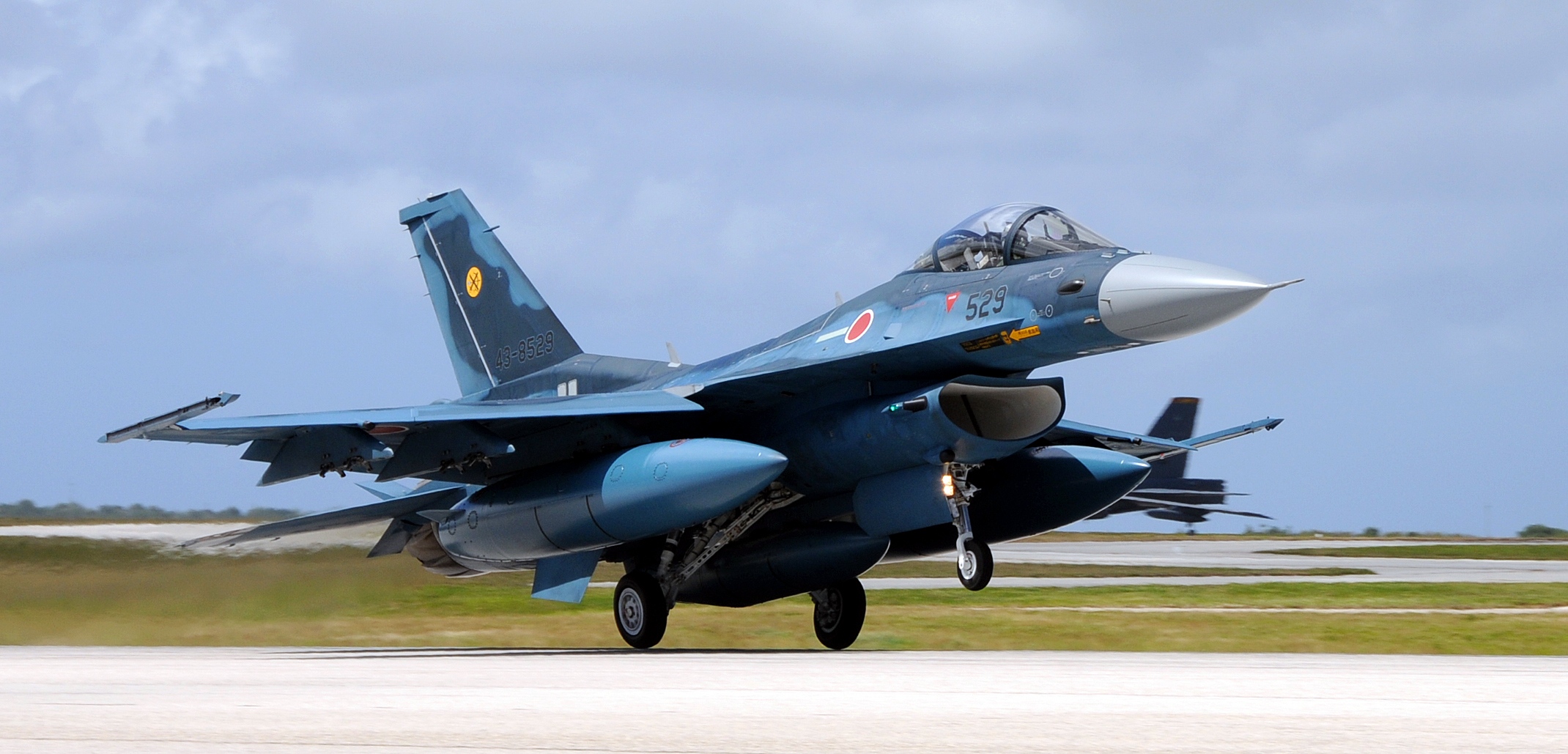
Mitsubishi F-2

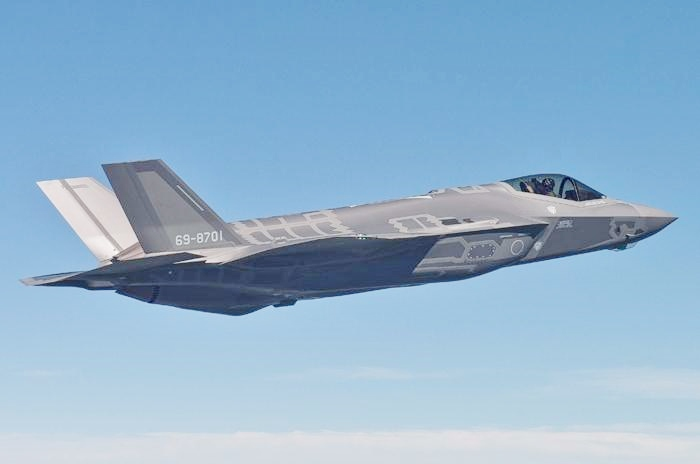
Le premier F-35A destiné à l'aviation japonaise en vol en 2016. Il entre en service opérationnel le 26 janvier 2018 et s'est abimé en mer le 9 avril 2019

Avant de former les Forces d'autodéfense après la Seconde Guerre mondiale, le Japon ne possédait pas de force aérienne à proprement parler, ou plutôt le pays n'en possédait plus, si l'on tient compte de l'état des forces et de la déchéance de l'Armée impériale japonaise et du Service aérien de l'Armée impériale japonaise à la fin de la Seconde Guerre mondiale. En effet, les opérations aériennes lors de cette guerre furent menées par le Service aérien de l'Armée impériale japonaise et par le Service aérien de la Marine impériale japonaise, deux services distincts. Après la Seconde Guerre mondiale, l'Armée et la Marine impériales furent dissoutes, incluant donc leurs services aériens respectifs, et remplacées par la Force aérienne d'autodéfense japonaise après l'adoption de la loi de 1954, avec la Force aérienne d'autodéfense japonaise (FAAJ) comme force aérienne d'auto-défense. Si, dans les premiers temps, elle utilise quelques matériels qui lui restaient du Service aérien de l'Armée impériale japonaise et du Service aérien de la Marine impériale japonaise et qui n'avaient pas été saisis, détruits, ou "bricolés" par l'occupant américain victorieux pour empêcher une utilisation illicite, la FAAJ se dote très vite de matériel américain, qu'elle continue à utiliser à l'heure actuelle, et adopte le système de désignation de l'US Air Force.
À sa création le 1er juillet 1954, la force aérienne se vit transférer 10 des 20 Beechcraft T-34A (Model B-45) d'entraînement livrés au Japon en mars 1954 pour équiper l’école de pilotage de Hamamatsu, puis 124 exemplaires construits par Fuji Heavy Industries. En 1955, elle reçoit son premier avion sur les stocks américains. Ces avions comprenaient un certain nombre de North American T-6 Texan, agissant comme avion d'entraînement avancé standard et le Lockheed T-33 Silver Star comme avion d'entraînement à réaction standard (Kawasaki en a fabriqué 210). Tous ces avions d'entraînement équipaient sept Hiko Kyoikudans (Flying Training Wings). Des Curtiss C-46 ont été reçus et une flotte de transport modeste a été mise en place, initialement à Tachikawa avant de déménager à Miho sous le nom de Yuso Kokudan (Air Transport Wing). Les premiers chasseurs ont été livrés en décembre 1955 lorsque plusieurs chasseurs F-86F Sabre sont arrivés au Japon. La livraison de ces F-86 a coïncidé avec la création du Kokudan (Escadre aérienne) à la base aérienne de Hamamatsu, formant le 1er et le 2e Hikotai (Escadron), tous deux équipés de F-86F Sabres. Comme de plus en plus de types d'appareils entraient dans l'inventaire, une unité de test et d'évaluation opérationnelle a également été activée à Hamamatsu en décembre 1955, le Jikken Kokutai (Air Proving Group). À la fin de 1956, l'armée de l'air comptait 375 avions dont 96 T-34, 130 T-6, 68 T-33 T, 8 F-86F et 24 C-46, ainsi qu'un Kawasaki KAL-2 (en), l'un des premiers avions japonais conçus après la Seconde Guerre mondiale.
Durant le premier plan de construction de la défense de 1958 a 1961, elle fait l'acquisition de 1 089 aéronefs dont 100 chasseurs tout-temps F-86D, 386 chasseurs de jour F-86F et 270 avions d'entraînement T-33, le second plan de 1962 a 1966 voit l'achat de 1 040 avions dont 174 F-104J et 20 F-104DJ d'entraînement avancé.
Pendant la guerre froide, la principale menace était l'URSS, conduisant le Japon à orienter ses défenses vers le nord de l'archipel, où un contentieux relatif aux îles Kouriles et Sakhaline persiste depuis la fin de la Seconde Guerre mondiale. La défection de Viktor Belenko, qui atterrit le 6 septembre 1976 sur l'aéroport de Hakodate à bord d'un Mig-25 après un vol de 990 km sans être détecté, lui fit développer un programme de système de détection et de commandement aéroporté.

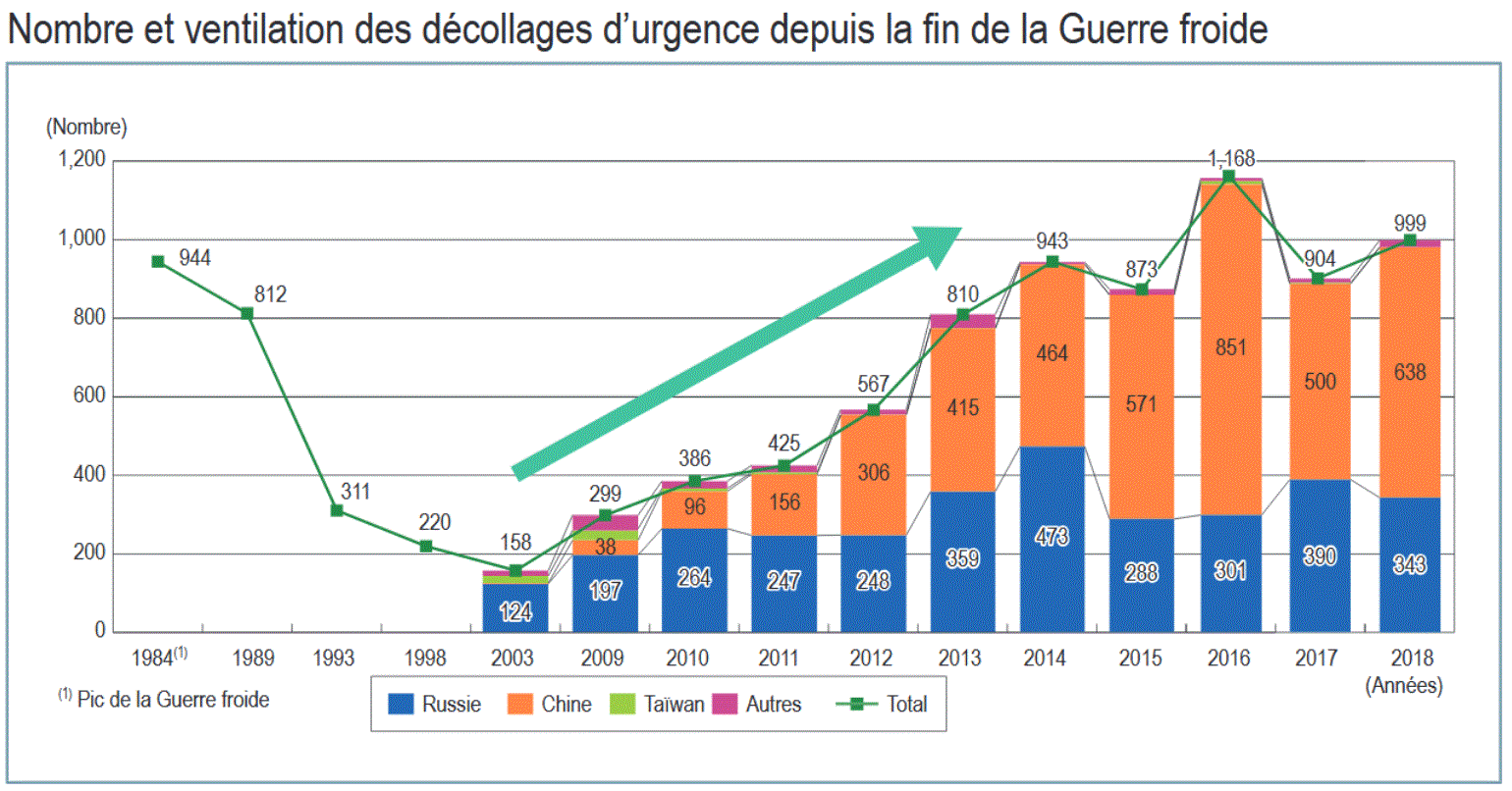
Décollage et répartitions des décollages d'urgence de la chasse japonaise de 1984 à 2018.

Le nombre de décollages d’urgence ou en alerte que la force aérienne japonaise a dû lancer a considérablement augmenté au cours des années 2000, afin d’intercepter les intrus chinois ou russes pénétrant dans l’espace aérien japonais. Ils se sont montés à 386 fois dans l’année fiscale 2010, ce qui représente alors le nombre le plus élevé depuis 1991, à 425 en 2011, à 567 en 2012 et un record 1 168 en 2016. De 1958 au 13 décembre 2012, 35 intrusions d'avions ont été comptabilisées, 33 soviétiques puis russes, une taïwanaise et la dernière alors en date, chinoise. Ces chiffres sont le reflet des tensions persistantes et conflits larvés, passés et actuels, dans la région.

## Organisation

Drapeau de la force aérienne d'autodéfense japonaise.

Les différentes unités de la FAAJ sont partagés dans différents commandements disposant de 20 bases aériennes dont voici l’organigramme en 2010. Elle a depuis légèrement évolué, le nombre de groupes de missiles de défense aérienne passant en 2019 de 6 groupes à 4 batteries à 4 groupes à 6 batteries, entre autres.
- État-Major, Japan Air Self-Defense Force
  - Commandement de la défense aérienne, Fuchū, Tōkyō
    - Force de Défense Aérienne Nord, Misawa, Aomori
      - 2e Escadre Aérienne, base aérienne de Chitose
        - 201e Escadron, F-15J/DJ, T-4
        - 203e Escadron, F-15J/DJ, T-4

      - 3e Escadre Aérienne, Misawa Air Base
        - 301e Escadron, F-35A, T-4
        - 302e Escadron, F-35A, T-4

      - Escadre d'avertissement et de Contrôle des aéronefs du Nord
      - Groupe de missiles de défense aérienne du Nord (Huit Escadrons), MIM-104 Patriot

    - Force de Défense Aérienne Centrale, Iruma, Saitama
      - 6e Escadre Aérienne, Komatsu Air Base
        - 303e Escadron, F-15J/DJ, T-4
        - 306e Escadron, F-15J/DJ, T-4

      - 7e Escadre Aérienne, Hyakuri Air Base
        - 3e Escadron, F-2A/B, T-4

      - Escadre d'avertissement et de Contrôle des aéronefs du Centre
      - Groupe de missiles de défense aérienne du Centre (Huit Escadrons), MIM-104 Patriot
      - Groupe de Iwo Jima

    - Force de Défense Aérienne Ouest, Kasuga, préfecture de Fukuoka
      - 5e Escadre Aérienne, Nyutabaru Air Base
        - 305e Escadron, F-15J/DJ, T-4

      - 8e Escadre Aérienne, Tsuiki Air Base
        - 6e Escadron, F-2A/B, T-4
        - 8e Escadron, F-2A/B, T-4

      - Escadre d'avertissement et de Contrôle des aéronefs de l'Ouest
      - Groupe de missiles de défense aérienne du Ouest (Quatre Escadrons), MIM-104 Patriot

    - Force de Défense Aérienne Sud-Ouest, Naha, Okinawa
      - 9e Escadre Aérienne, Naha Air Base
        - 204e Escadron, F-15J/DJ, T-4
        - 304e Escadron, F-15J/DJ, T-4

      - Escadre d'avertissement et de Contrôle des aéronefs du Sud-Ouest
      - Groupe de missiles de défense aérienne du Sud-Ouest (Quatre Escadrons), MIM-104 Patriot

    - Escadre  aéroportée d'alerte avancée et de contrôle, Base aérienne de Hamamatsu
      - 601e Escadron E2C/D, Misawa Air Base
      - 602e Escadron E-767, Base aérienne de Hamamatsu
      - 603e Escadron E2C/D, Naha Air Base

    - Escadre d'orientaition tactique aérienne
      - Groupe d'entraînement de chasse tactique
        - Nyutabaru Air Base, F-15J/DJ, T-4

      - Groupe d'instruction de missiles de défense aérienne

  - Commandement de soutien aérien, Fuchū, Tōkyō
    - Escadre de sauvetage aérien, UH-60J, U-125A, CH-47J
    - 1re Escadre de transport aérien tactique, Komaki Air Base
      - 401e Escadron, C-130H
      - 404e Escadron, KC-767

    - 2e Escadre de transport aérien tactique, Iruma Air Base
      - 402e Escadron, C-1, U-4

    - 3e Escadre de transport aérien tactique, Miho Air Base
      - 403e Escadron, C-1, YS-11NT/P
      - 405e Escadron, KC-46

    - Groupe du Service et de Contrôle de la circulation aérienne
    - Groupe du Service météorologique aérien
    - Escadron de vérification en vol, Iruma Air Base
      - U-125, YS-11FC

    - Groupe de transport aérien spécial, base aérienne de Chitose
      - B-747
      - B-777

  - Commandement d'instruction aérienne, Hamamatsu, Shizuoka
    - 1re Escadre Aérienne, Base aérienne de Hamamatsu
      - 31e Escadron, T-4
      - 32e Escadron, T-4
      - 41e Escadron, T-400

    - 4e Escadre Aérienne, Matsushima Air Base
      - 21e Escadron, F-2B
      - 11e Escadron "Blue Impulse", T-4

    - 11e Escadre de formation en vol, Shizuhama Air Base
      - 1er Escadron, T-7
      - 2e Escadron, T-7

    - 12e Escadre de formation en vol, Hōfu kita Air Base
      - 1er Escadron, T-7
      - 2e Escadron, T-7

    - 13e Escadre de formation en vol, Ashiya Air Base
      - 1er Escadron, T-4
      - 2e Escadron, T-4

    - Escadre de formation aérienne de base
    - Escadron d'entraînement au vol, Nyutabaru Air Base
      - F-15J/DJ, T-4

    - Groupe aérien d'aide à la formation
    - École de l'Air des aspirants-officiers
    - 1re, 3e, 4e et 5e école technique

  - Commandement de développement et d'essai aérien, Iruma, Saitama
    - Escadre de développement et d'essai aérien, Gifu Air Base
      - F-15J/DJ, F-2A\B, F-4EJ/EJ-Kai, C-1FTB, T-4, T-4

    - Groupe de développement et d'essai électronique
    - Laboratoire aéromédicale

  - Commandement de matériel aérien, Jūjō, Tōkyō
    - 2e, 3e et 4e dépôt aérien

  - Collège du personnel aérien
  - Escadre de Communications et Systèmes aérien
  - Groupe du Service de sécurité aérienne

### Défense antimissile du Japon

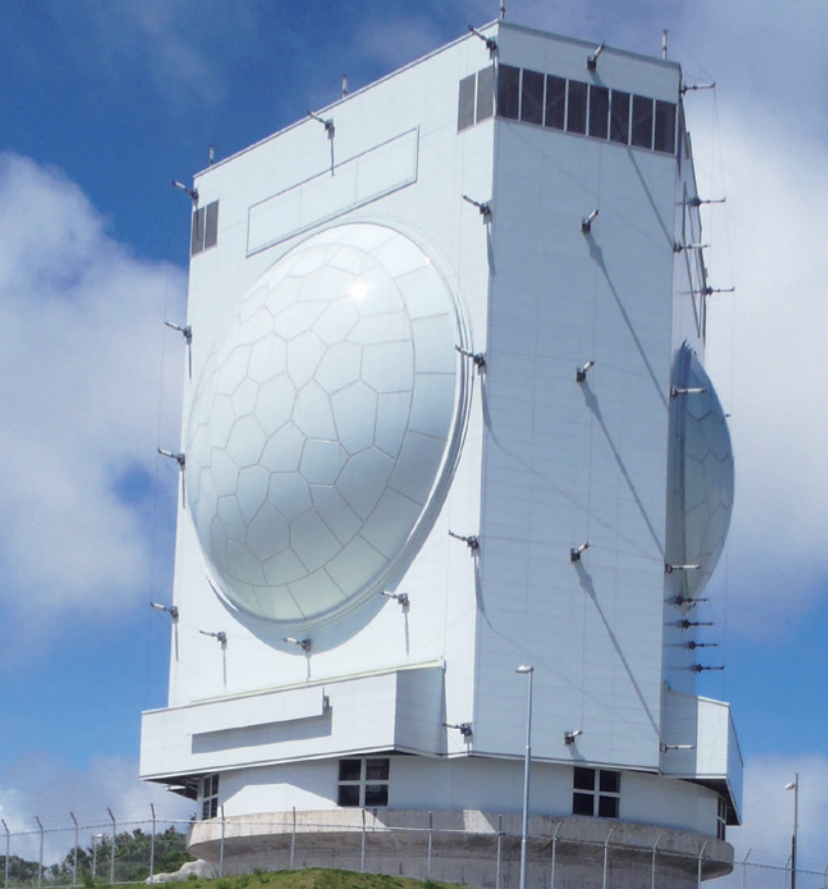
Radar J/FPS-5.

Depuis 1998, le Japon développe son programme antimissile en collaboration avec les États-Unis à la suite des tirs d'essai de missiles de la Corée du Nord passant au-dessus de son territoire. En 2012, les forces d’autodéfense nippones mettent en œuvre 4 destroyers de la classe Kongo doté de missiles intercepteurs SM-3 - qui en décembre 2007 effectua pour la première fois une interception de missile balistique lors d’essais - ainsi que 16 batteries PAC-3 (Patriot Advance Capability-3). Le pays dispose également à cette date de 4 radars J/FPS-5 mit en service entre 2008 et 2011 et de 7 FPS-3 modernisés tandis que les États-Unis a un radar en bande X sur la base Shariki, près de Tsugaru depuis 2006 et qu'un deuxième annoncé début 2013 sur la base aérienne de Kiogamisaki au nord-est de Kyoto est opérationnel fin décembre 2014. Ils disposent depuis juin 2006 de PAC-3 déployés dans leurs bases au Japon.
Un programme de satellite-espions japonais, le Information Gathering Satellite, a également été mis en place et le premier satellite mis en orbite en 2003 sous la direction du Cabinet Satellite Information Center placé sous le contrôle direct du cabinet du Premier ministre du Japon.

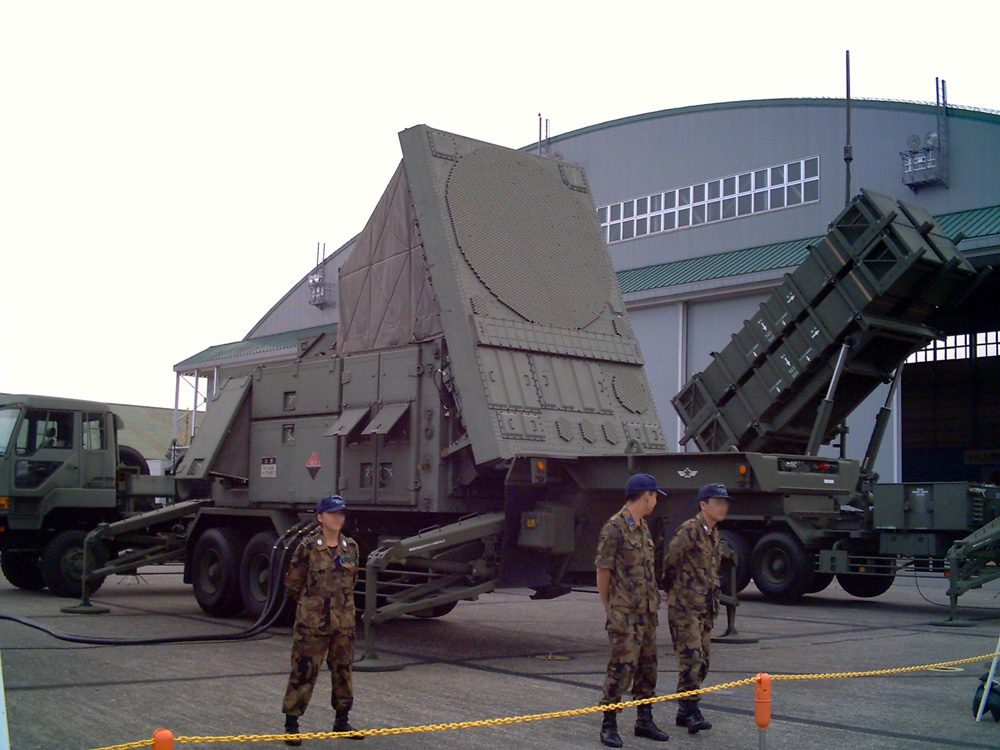
Batterie de missiles sol-air MIM-104 Patriot en février 2006; Ces engins ont été déployés, entre autres, à Tokyo, lors du tir de la fusée nord-coréenne Unha le 13 février 2012 au cas où celui-ci aurait représenté un danger pour le Japon.

Le gouvernement du Japon a indiqué le 6 janvier 2011 qu’il déplace cette année le centre de commandement de sa défense antimissile de la base de la force aérienne d’autodéfense de Fuchū à la base aérienne de Yokota, siège de la 5e force aérienne des États-Unis. Ce déplacement commencera en mars et sera terminé dans le courant de l’année. Ceci facilitera la coopération en matière de défense antimissile. 1 200 personnes seront transférées dans la nouvelle base. Le nouveau centre opérationnel japonais sera relié au 613e centre d’opérations aériennes et spatiales à Hickam Air Force Base à Hawaï, qui synchronise toutes les missions aériennes, spatiales et cyberespaces américaines dans ce théâtre d’opération du Pacifique. Le nouveau centre japonais est relié par un tunnel au Quartier général américain au Japon.
Le nombre de batteries terrestres PAC-3 devrait augmenter et être déployés plus largement passant de trois en 2011 à six des bases aériennes japonaise.
En 2017, devant l'augmentation de la menace nord-coréenne, il a été décidé d'acquérir deux bases Aegis Ashore équipé de SM-3 Block IIA pour un coût unitaire estimé à environ 80 milliards de yens (620 millions d'euros au taux de change d'aout 2017) pour une mise en service annoncé en 2023. Le 15 juin 2020, on annonce la suspension puis l'annulation de ce projet à la suite d'erreurs sur le choix de l’implantation des bases et des oppositions locales.
En 2024, le nombre de destroyers équipés d'un système Aegis antimissile est de huit , les 4 de la classe Kongō, 2 de la Classe Atago et 2 de la classe Maya (en). Deux autres sont commandés en 2024 spécialisés dans la lutte antimissile balistique a la place des Aegis Ashore.
Du fait des obligations qui incombent au gouvernement japonais dans le cadre de la constitution, il est nécessaire de séparer formellement les chaînes de commandement japonaises et américaines de façon à garantir l’indépendance de la boucle de décision nationale. D’autre part, malgré l’important niveau d’intégration de leur architecture de défense antimissile avec celle des forces américaines, les responsables japonais ont souhaité développer une capacité d’alerte et de trajectographie propre afin de pouvoir juger par eux-mêmes de la situation balistique.

## Aéronefs
Les forces aériennes japonaises, après avoir été équipées lors de leur reconstitution de matériel de conception américaine construit souvent sous licence au Japon, augmente la part de son matériel issu du complexe militaro-industriel japonais en ce début de XXIe siècle. Voici le parc aérien de la force aérienne d'autodéfense japonaise en 2023  :
| Aéronefs                          | Origine           | Type                                                           | Nombre initial Nombre en service      | Versions             | Photo           | Notes |  |
| Avion de chasse                   | Avion de chasse   | Avion de chasse                                                | Avion de chasse                       | Avion de chasse      | Avion de chasse | Avion de chasse |  |
| --------------------------------- | ----------------- | -------------------------------------------------------------- | ------------------------------------- | -------------------- | --------------- | --- |  |
| Mitsubishi F-15 Eagle             | États-Unis Japon  | Avion de chasse                                                | 166 47                                | F-15J F-15DJ         |                 | Entrée en service à partir de fin 1981. 2 F-15J et 12 F-15DJ ont été construits aux États-Unis et le reste sous licence au Japon par Mitsubishi. |  |
| Mitsubishi F-2                    | Japon             | Avion multirôle                                                | 94 62 F-2A 32 F-2B 85 61 F-2A 24 F-2B | F-2A F-2B            |                 | La commande initiale était de 141 appareils, cependant, seuls 94 F-2 furent commandés. Commande : - 11 en 1996 - 8 en 1997 - 9 en 1998 - 8 en 1999 - 9 en 2000 - 12 en 2001 - 8 en 2002 - 6 en 2003 - 5 en 2004 - 5 en 2005 - 5 en 2006 - 8 en 2007 Plusieurs avions ont été perdus : F-2B 43-8126 s'écrase au décollage en 2007. Le tsunami causé par le séisme du 11 mars 2011 a endommagé au moins 18 F-2 du 21e Hikotai. Cinq d'entre eux (23-8107, 23-8110, 23-8114, 33-8120 et 53-8131) ont été si gravement endommagés qu'ils ont dû être mis au rebut,. F-2B 73-8132 s'est écrasé dans la mer du Japon en 2019. Les F-2A 13-8558 et F-2B 83-8134 se sont percutés en vol, le 22 avril 2021,. |  |
| Lockheed-Martin F-35 Lightning II | États-Unis        | Avion multirôle                                                | 36                                    | F-35A                |                 | 105 F-35A et 42 F-35B commandés en date de juillet 2020. Le premier réceptionné en mai 2018. |  |
| Avion de transport                |                   |                                                                |                                       |                      |                 | |  |
| Kawasaki C-1                      | Japon             | Transport tactique Guerre électronique                         | 25 1                                  | C-1A EC-1            |                 | Remplacé par le Kawasaki C-2, le premier avion de série étant livré le 30 juin 2016. La cérémonie de retrait à lien le 14 mars 2025. |  |
| Lockheed C-130 Hercules           | États-Unis        | Avion de transport                                             | 16                                    | C-130H               |                 | |  |
| NAMC YS-11                        | Japon             | Avion de transport de personnels et d’entraînement multimoteur | 5                                     | YS-11-100 et YS-11E. |                 | Le dernier retiré du service le 29 mai 2017. |  |
| BAe 125                           | Royaume-Uni       | Recherche et sauvetage                                         | 30                                    | U-125A               |                 | |  |
| Gulfstream IV                     | États-Unis        | Transport de VIP                                               | 5                                     | U-4                  |                 | |  |
| Boeing 747                        | États-Unis        | Transport de VIP                                               | 2                                     | 747-400              |                 | En service opérationnel depuis 1993, remplacés depuis le 1er avril 2019 par deux Boeing 777-300ER. |  |
| Boeing 777-300ER                  | États-Unis        | Transport de VIP                                               | 0                                     | Boeing 777-300ER     |                 | Deux depuis le 1er avril 2019 |  |
| Avion ravitailleur                |                   |                                                                |                                       |                      |                 | |  |
| Boeing KC-767                     | États-Unis        | Avion ravitailleur                                             | 4                                     | KC-767J              |                 | Entré en service entre le 19 février 2008 et 2010 |  |
| AWACS                             |                   |                                                                |                                       |                      |                 | |  |
| Boeing E-767                      | États-Unis        | AWACS                                                          | 4                                     | E-767                |                 | |  |
| Grumman E-2 Hawkeye               | États-Unis        | AWACS                                                          | 13                                    | E-2C                 |                 | 4 E-2D commandé en novembre 2015 |  |
| Avion d'entraînement              |                   |                                                                |                                       |                      |                 | |  |
| Kawasaki T-4                      | Japon             | Avion d'entraînement                                           | 202                                   | T-4A.                |                 | |  |
| Raytheon Hawker 400               | États-Unis        | Avion d'entraînement                                           | 12                                    | T-400                |                 | |  |
| Fuji T-7                          | Japon             | Avion d'entraînement                                           | 70                                    | T-7A.                |                 | |  |
| Hélicoptère                       |                   |                                                                |                                       |                      |                 | |  |
| Boeing CH-47 Chinook              | États-Unis/ Japon | Hélicoptère de transport                                       | 16                                    | CH-47J               |                 | Construit sous licence par Kawasaki. |  |
| Mitsubishi H-60                   | États-Unis/ Japon | Recherche et sauvetage                                         | 35                                    | UH-60J               |                 | 3 UH-60J ont été construits aux États-Unis et les autres sous licence par Mitsubishi. |  |

### Chasse
Selon son Livre Blanc de la Défense paru fin 2011, le Japon aligne 362 avions de chasse : 202 Mitsubishi-Boeing F-15J/DJ, 93 Mitsubishi F-2 et 67 Mitsubishi-McDonnell Douglas F-4EJ Kai Phantoms. Fin 2010, le Livre blanc indiquait 359 avions de chasse : 202 F-15J/DJ, 84 F-2A/B et 73 F-4EJ.
Ce parc aérien, comprenant les versions d'entrainement, est stable depuis les années 1990, alors qu'il était de 430 avions de combat en 1976.
- Mitsubishi F-2 : Entré en service à partir de 2001, un total de 98 exemplaires de ce modèle pouvant effectuer des attaques air-sol et antinavires ont été construits, dont 4 prototypes en 2011. Fin 2010, on annonce 84 avions en première ligne (43 F-2A et 32 F-2B d'entrainement en service en 2008), mais le tsunami causé par le séisme du 11 mars 2011 a endommagé 18 F-2, en majorité des biplaces d'entrainement, sur la base aérienne de Matsushima[21] ainsi que plusieurs autres appareils stationnés sur le site. Trois ont été déclarés détruits et irréparables. Un important chantier de restauration a été lancé sur les 13 autres. Le premier appareil restauré est remis le 24 avril 2015[32].
- Mitsubishi F-15J/DJ Eagle : Versions construites par Mitsubishi Heavy Industries du F-15C/F-15D entré en service à partir du 7 décembre 1981, un total de 223 de ces intercepteurs armés - hors canon - uniquement de missiles air-air furent livrés. 157 F-15J monoplaces et 45 F-15DJ biplaces d'entraînement sont en service en 2008. En 2017, il est envisagé qu'ils puissent emporter des missiles de croisière air-sol longue portée si l'achat de ces derniers est effective[33].
- McDonnell Douglas F-4 Phantom II : 154 F-4 Phantom II au total furent réceptionnés par les forces japonaises. 140 F-4EJ sont entrés en service à partir d'août 1972, dont 127 construits par Mitsubishi jusqu'en 1981, ainsi que 14 RF-4 de reconnaissance. 98 F-4EJ sont modernisés en F-4EJ Kai à partir de 1989. 73 sont en service en 2010. Ils sont retirés en 2020 des unités de combat et les trois ultimes F-4EJ, dont le premier reçu en 1971, sont retirés le 17 mars 2021[34]

Pour le remplacement des F-4, le Japon s'est lancé dans un programme appelé "F-X", visant à l'achat de 40 nouveaux avions de combat dits de 5e génération. Il a fait des efforts de lobbying auprès des autorités américaines pour acquérir le F-22 Raptor qui est en 2021, toujours interdit à l'exportation, et les constructeurs aéronautique de l'Eurofighter Typhoon et du F/A-18 SuperHornet ont tenté de placer sans succès leur production dans le cadre de ce programme. La décision finale aurait dû être annoncée en 2007 mais le ministère de la Défense japonais a lancé une demande d'informations seulement le 13 avril 2011 auprès des constructeurs précités, ainsi qu'auprès de celui du F-35, pour une commande annoncée le 20 décembre 2011 de 42 F-35A Lightning II, dont le montant est de plus de sept milliards de dollars américains, livrable à partir de 2016. La fabrication des 4 premiers F-35A destinés au Japon débute en mars 2013 à Fort Worth (Texas), et devrait être achevée en février 2014. La première livraison a lieu le 28 novembre 2016 et il est réceptionné officiellement par la force aérienne le 26 janvier 2018, neuf autres doivent suivre avant la fin de l'année. Mitsubishi Heavy Industries doit assembler les suivants jusqu'en 2022 sur un site de production construit en 2013, l’usine de Nagoya Aerospace Systems Works Komaki Minami (préfecture d’Aichi), pour une première livraison annoncée en 2017. Présenté au public le 5 juin 2017, le premier avion est livré en mai 2018 aux forces japonaises mais il est perdu en mer le 9 avril 2019. En décembre 2018, le ministère japonais de la défense avait porté sa demande à un total de 147 F-35 dont 105 F-35A à décollage conventionnel destiné et 42 F-35B à décollage court et à atterrissage vertical, commande officialisé en juin 2019.
À la suite du refus des États-Unis de fournir leur chasseur furtif F-22, un programme de prototype d'avions furtif a été lancé par le ministère de la Défense japonais en 2005 sous le nom d’origine Mitsubishi ATD-X Shinshin puis nommé Mitsubishi X-2 dont le premier vol a lieu en avril 2016,, ce démonstrateur a effectué un total de 34 vols en novembre 2017 et le programme s'est achevé en mars 2018,.

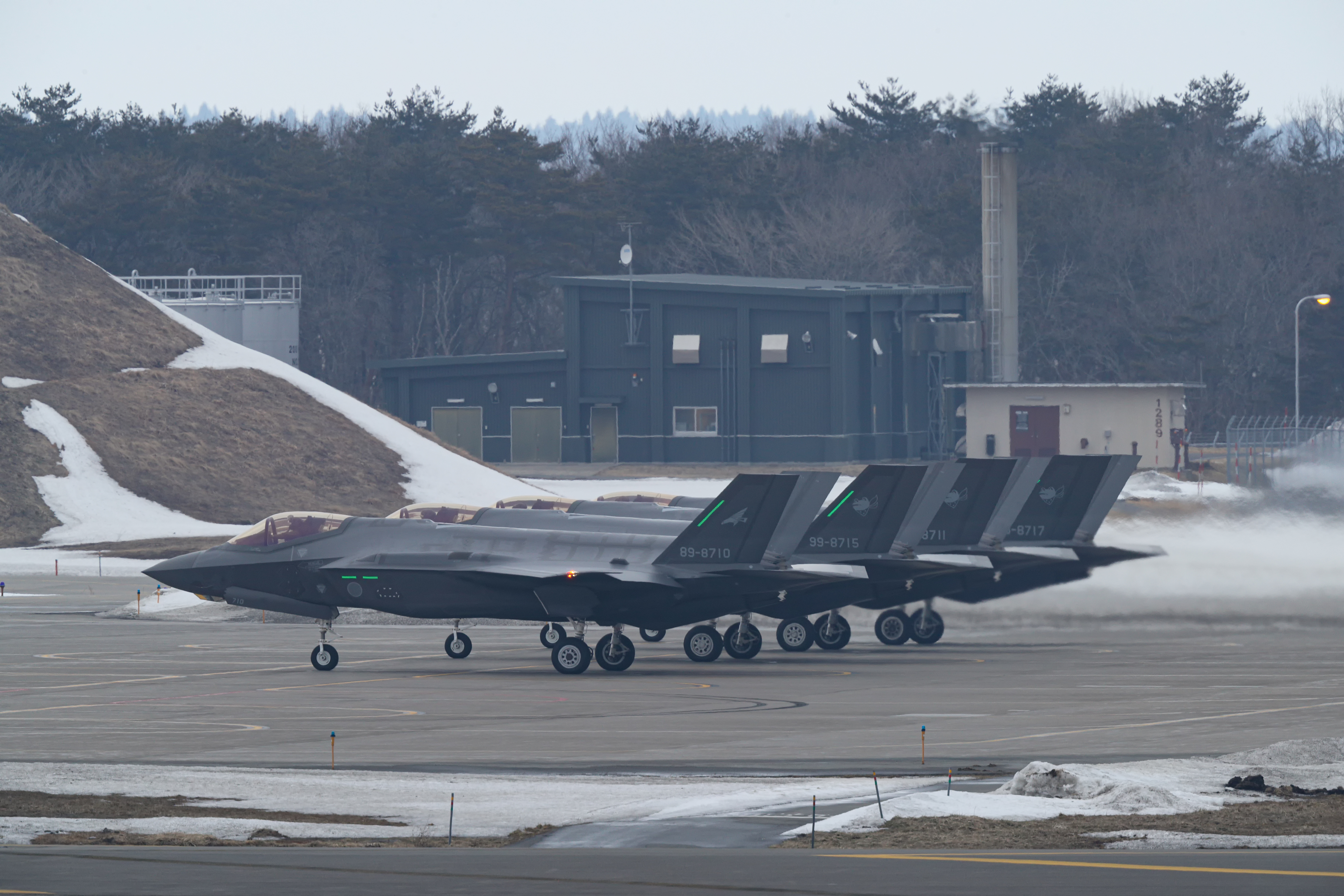
Plusieurs F-35 sur la base de Misawa en 2018. Le plus récent des avions de combat japonais en 2020.
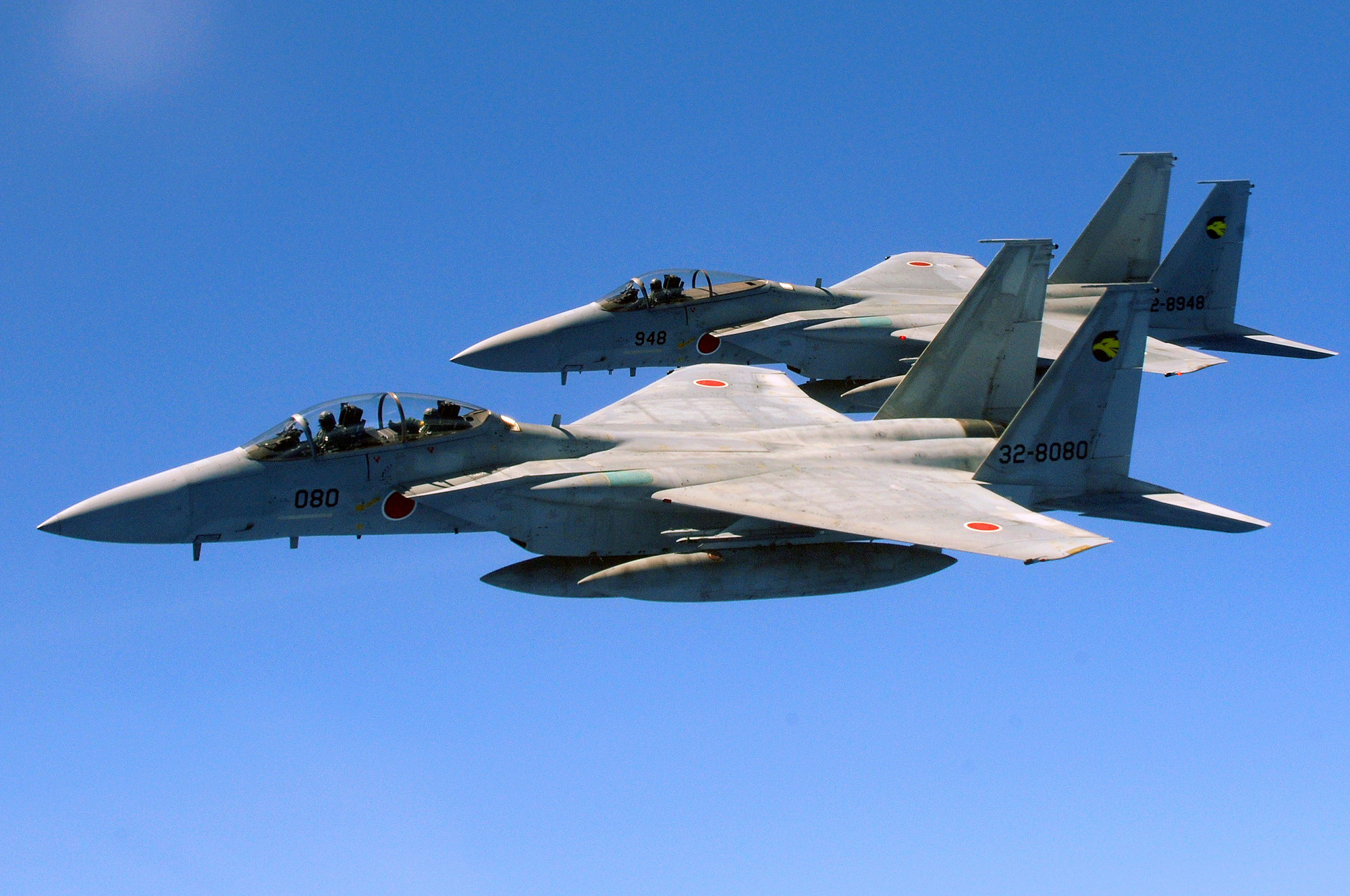
2 F-15J. Le principal intercepteur du Japon depuis les années 1980.
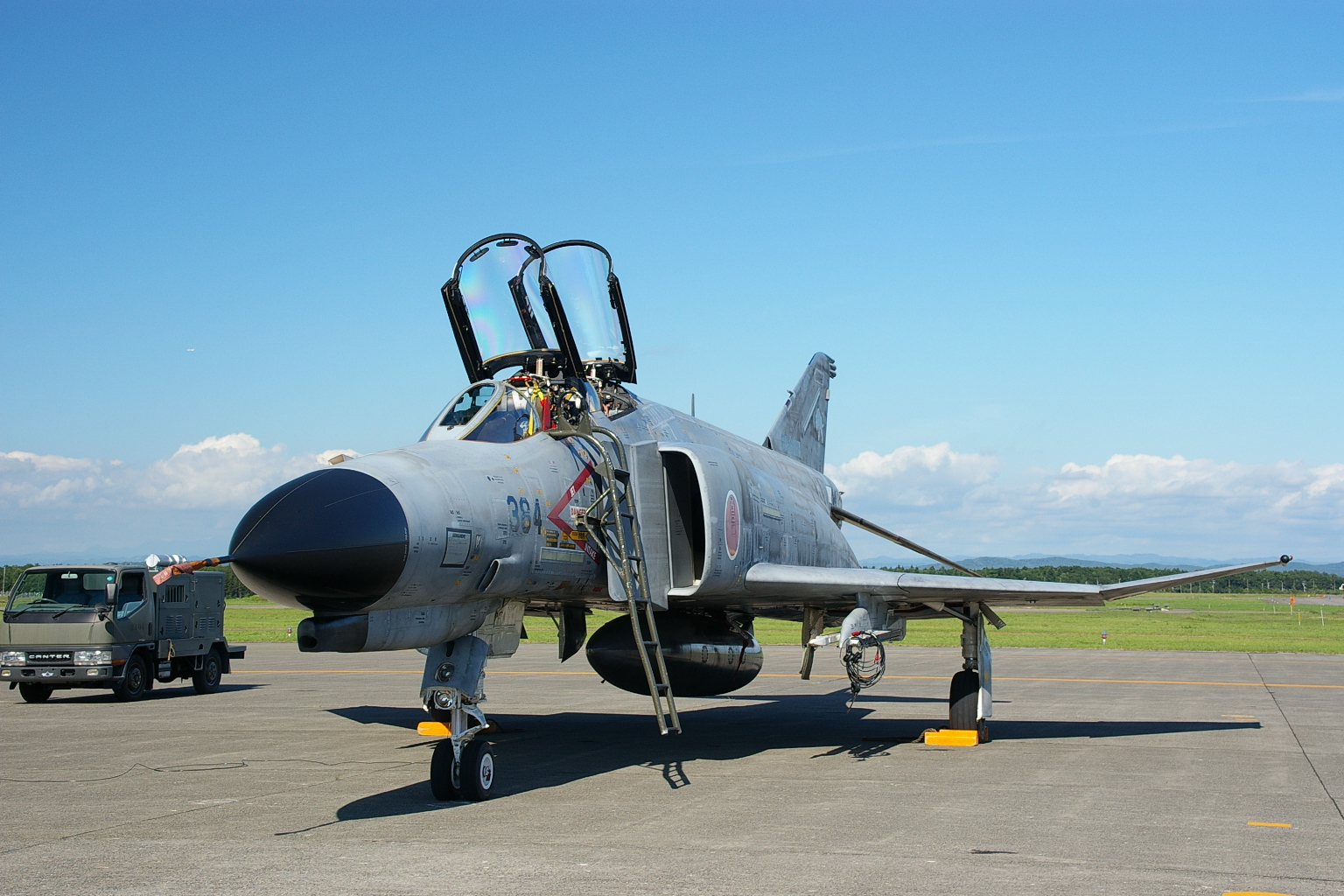
Un F-4EJ (Kai). Version améliorée du F-4EJ, mis en service à partir du 24 novembre 1989 et retiré en mars 2019.
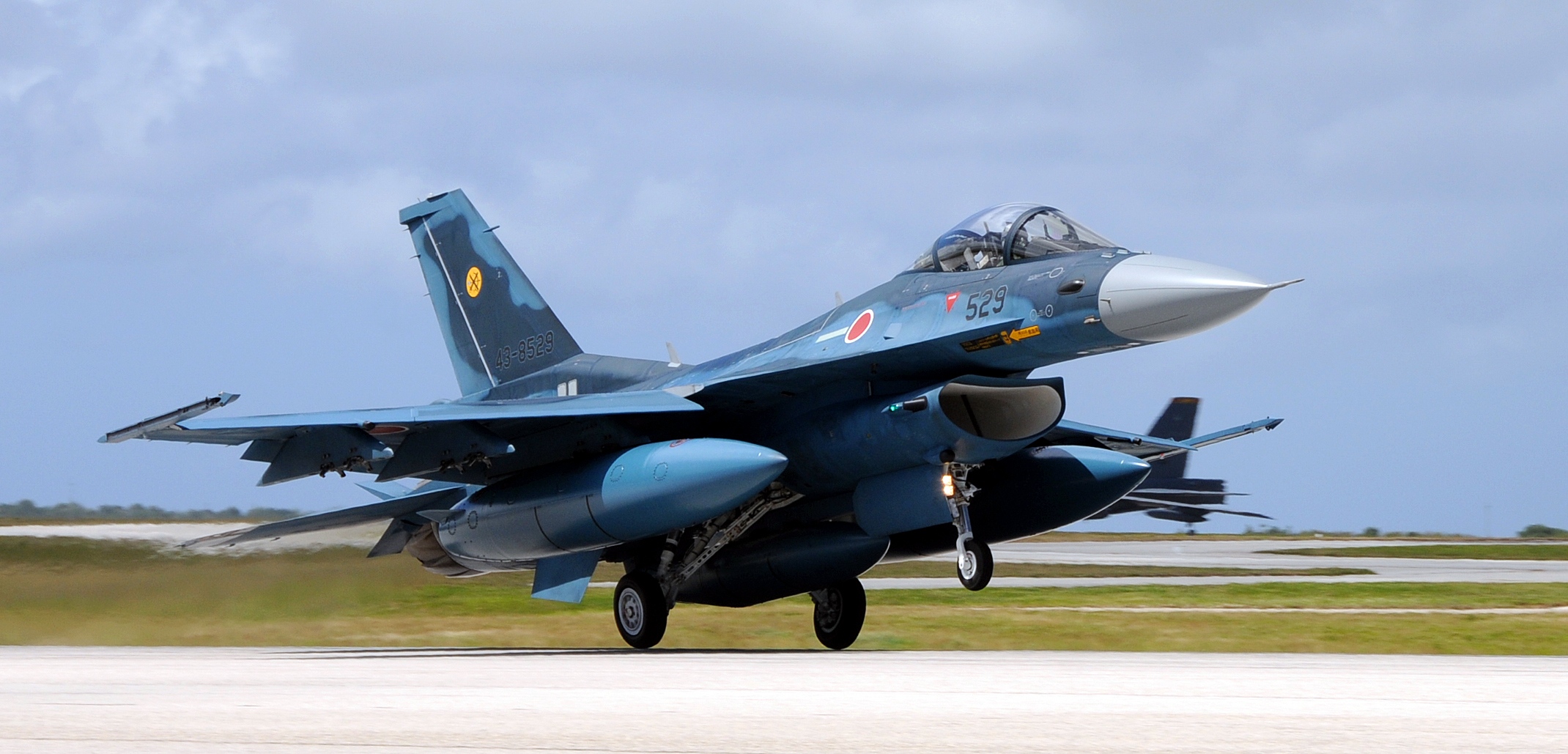
Un Mitsubishi F-2, basé sur le F-16, mais avec une cellule plus grande et constitué en grande partie de matériaux composites.
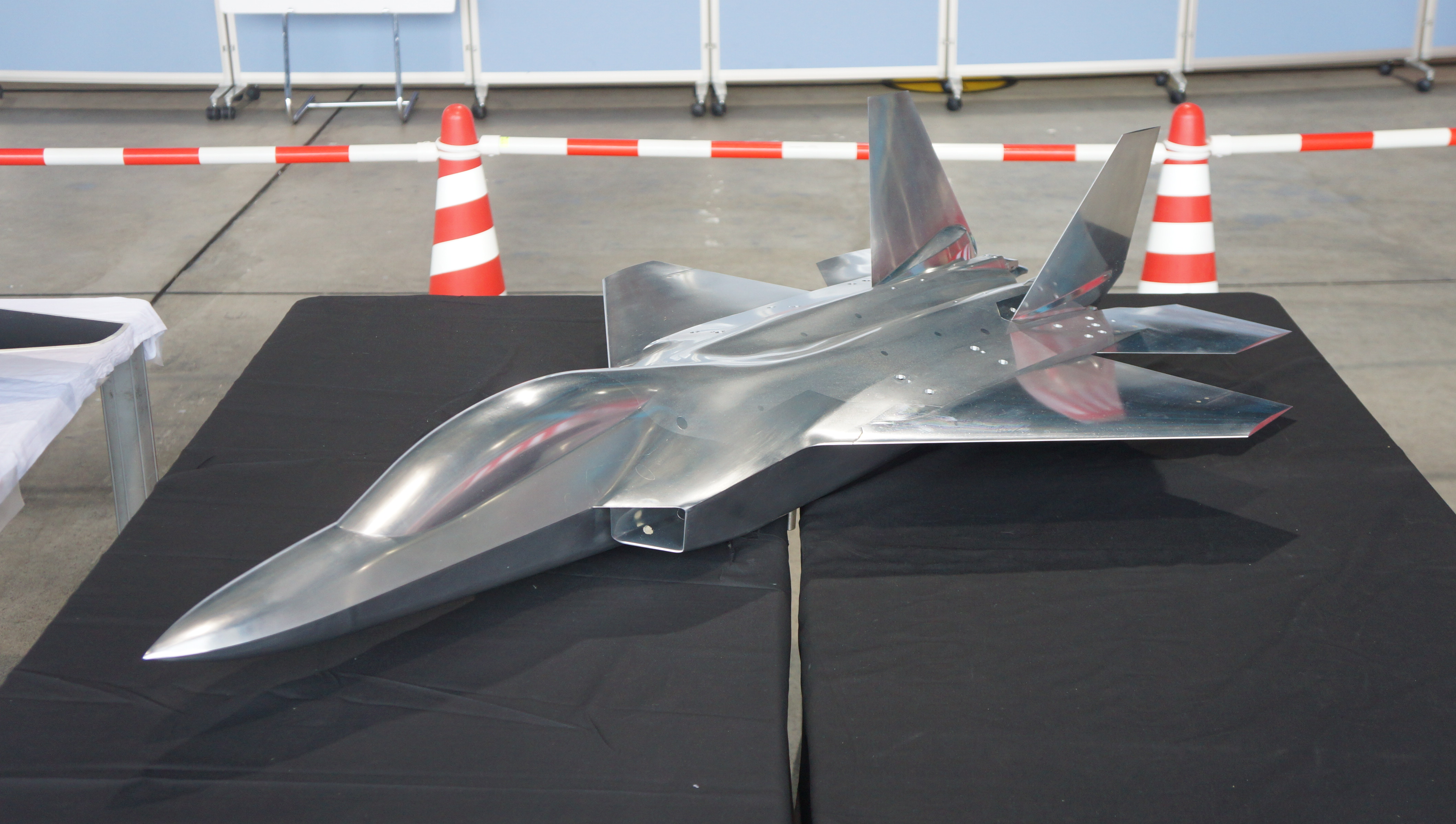
Modèle de Mitsubishi X-2 pour des essais en soufflerie

### Reconnaissance

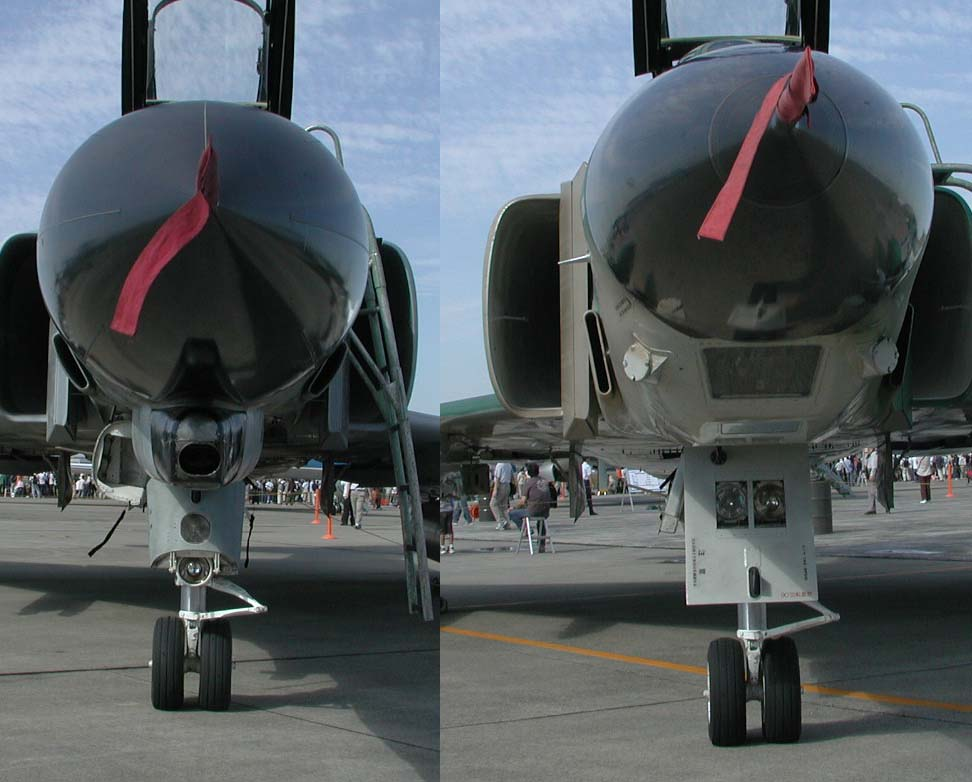
L'avant d'un F-4EJ(Kai) et d'un RF-4E. On distingue les capteurs sous le nez des appareils.

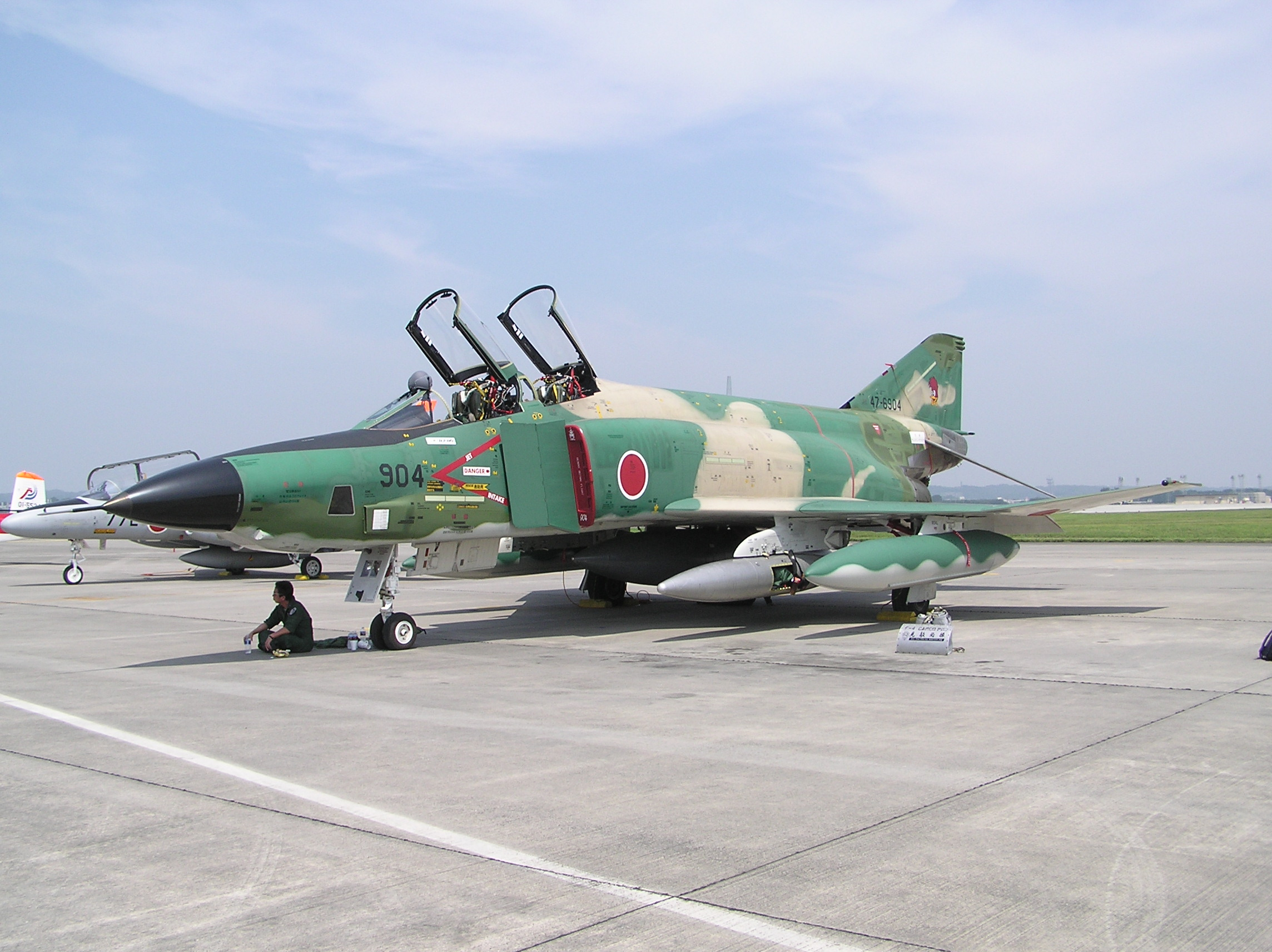
Un RF-4E.

14 avions de reconnaissance non armés RF-4EJ ont été construits par McDonnell Douglas et livrés à la FAAJ entre novembre 1974 et juin 1975. 11 d'entre eux ont subi des améliorations et furent baptisés RF-4EJ Kai, ils furent renforcés par 17 F-4EJ reconvertis en cette version dans les années 1990. Mis en œuvre par le 501e escadron Hikotai (Hikotai Kokutai) de la Division du renseignement de la force aérienne d'autodéfense japonaise basé à Hyakuri Air Base, 26 sont en service en 2008. Le 26 mars 2020. avec le retrait des ultimes F-4 japonais, le  501e escadron est mis en sommeil.　
En 2007, Lockheed Martin a reçu un contrat pour la livraison de pod de radar à synthèse d'ouverture devant équiper des F-15J Eagle pour remplacer les RF-4EJ.
Une commande de trois drones de reconnaissance à haute altitude et de longue endurance Northrop Grumman RQ-4 Global Hawk a été effectuée en novembre 2018 pour une première livraison en septembre 2022,
Les deux premiers satellites espions Information Gathering Satellite japonais ont été mis sur orbite en 2003. Leur lancement avait été décidé par le gouvernement japonais en 1998, peu après le lancement par la Corée du Nord d'une fusée transportant un satellite Kwangmyŏngsŏng, qui avait survolé l'archipel nippon avant de terminer sa course dans l'océan Pacifique. En 2019, sept satellites d’observation terrestre sont en service. Le programme est placé sous le contrôle direct du cabinet du premier ministre du Japon.

### Ravitaillement en vol

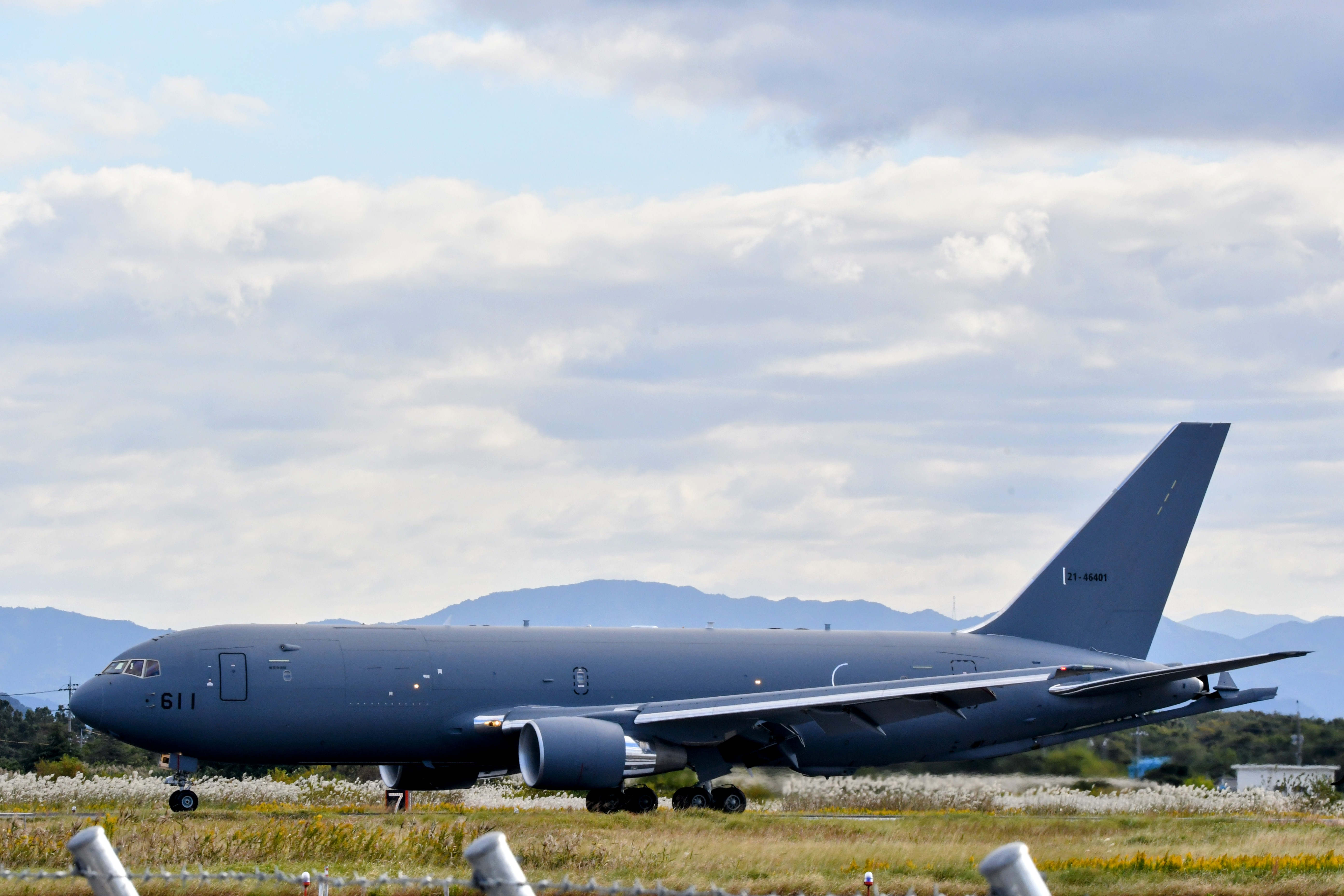
Le premier Boeing KC-46 japonais arrivant le 29 octobre 2021 à l'aéroport de Yonago-Miho.

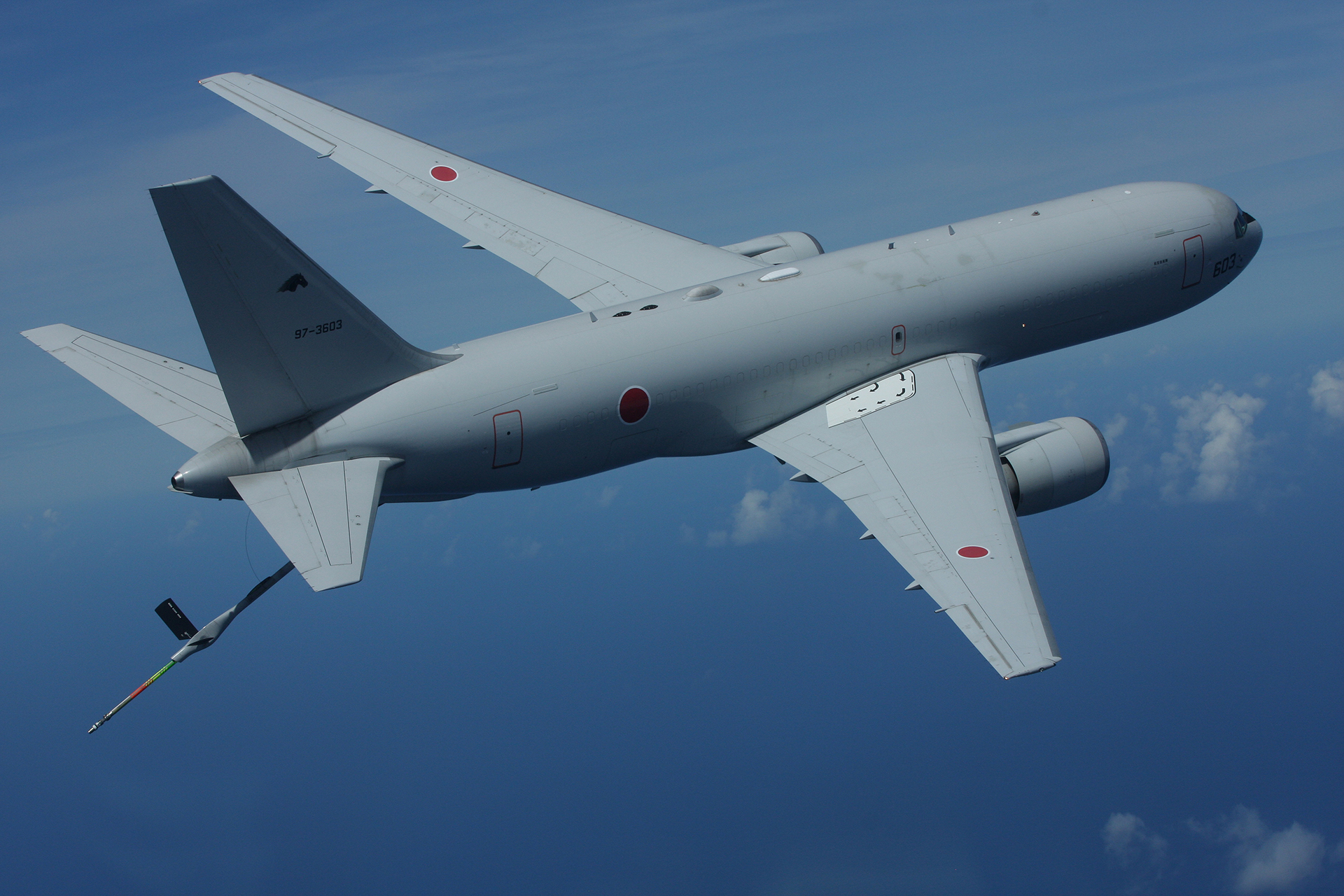
Un des quatre Boeing KC-767J utilisés par le escadron de ravitailleurs de transport aérien.

- Boeing KC-767J : La mission de l'armée japonaise étant défensive, sa force aérienne n'a longtemps eu que très peu de moyens de projection. Ce n'est qu'en 2008 qu'elle commença à mettre en service ses tout premiers ravitailleurs en vol : quatre KC-767J basés sur le Boeing 767, choisi en grande partie car sa cellule est commune avec les 4 Boeing E-767 qu'elle possédait[52].
- Boeing KC-46 : En décembre 2017, le Japon passe une commande pour deux exemplaires du Boeing KC-46 basé également sur le Boeing 767, 2 autres sont commandés en octobre 2020, le second devait alors être livré en 2021[53] mais le premier KC-46A japonais est réceptionné le 29 octobre 2021, un second étant en construction[54]. Le 30 novembre 2022, deux autres sont commandés, portant le total à six alors que deux sont en ligne[55].

### Transport
La flotte de transport japonaise est relativement réduite, l'armée japonaise n'entreprenant que très peu d'opérations hors de ses frontières.
- Boeing 777-300ER : 2 exemplaires (80-1111 et 80-1112) livrés en 2018 et en service actif depuis mars 2019. Utilisés principalement pour le transport du Premier ministre japonais, de l'empereur et de l'impératrice et des membres de la famille impériale et officiellement appelés seifu-senyō-ki (政府専用機, littéralement "Avions exclusifs du gouvernement") en japonais, mais appelés en anglais Japanese Air Force One (en)/Two.
- Boeing 747-400 : 2 exemplaires (20-1101 et 20-1102) livrés en 1991 utilisés comme Japanese Air Force One (en)/Two. Ils sont gérés par la Force aérienne d'auto-défense du 1er avril 1992 à mars 2019 ou ils sont remplacés le 1er avril 2019 par 2 Boeing 777-300ER.
- BAe 125/Hawker 800 : 28 exemplaires en 2008 utilisés en 2 versions ; un U-125 destiné à mener des activités d'inspection des installations de navigation aérienne et le reste de la flotte nommés U-125A pour des missions de secours en mer, perçus depuis la toute fin des années 1990[56]. Plusieurs basés sur la base aérienne de Matsushima ont été perdus lors de la catastrophe naturelle du 11 mars 2011[57].
- Kawasaki C-1 : 31 exemplaires de ce biréacteur de transport tactique ont été construits entre 1970 et 1979. Ce premier avion de transport militaire de conception japonaise de l'après-guerre fut mis en service à partir de 1974 pour remplacer les Curtiss C-46 de la Seconde Guerre mondiale fournis par les États-Unis. 27 sont en service en 2008. Un exemplaire d'une version d'entrainement a la guerre électronique nommée EC-1 a effectué son premier vol le 3 décembre 1984. Sa cérémonie de retrait à lieu le 14 mars 2025.
- Lockheed C-130H Hercules : 16 exemplaires en 2008, 14 en 2018.
- Kawasaki C-2 : Il dOIT remplacer les C-1 et les C-130. Le prototype XC-2 a effectué son premier vol en janvier 2010[58]. 40 sont prévus, pour un coût unitaire d'environ 10 milliards de yens (~ 100 millions d'euros). Un des prototypes entre en service actif en mars 2016[59] et le premier avion de série est livré le 30 juin 2016[60].

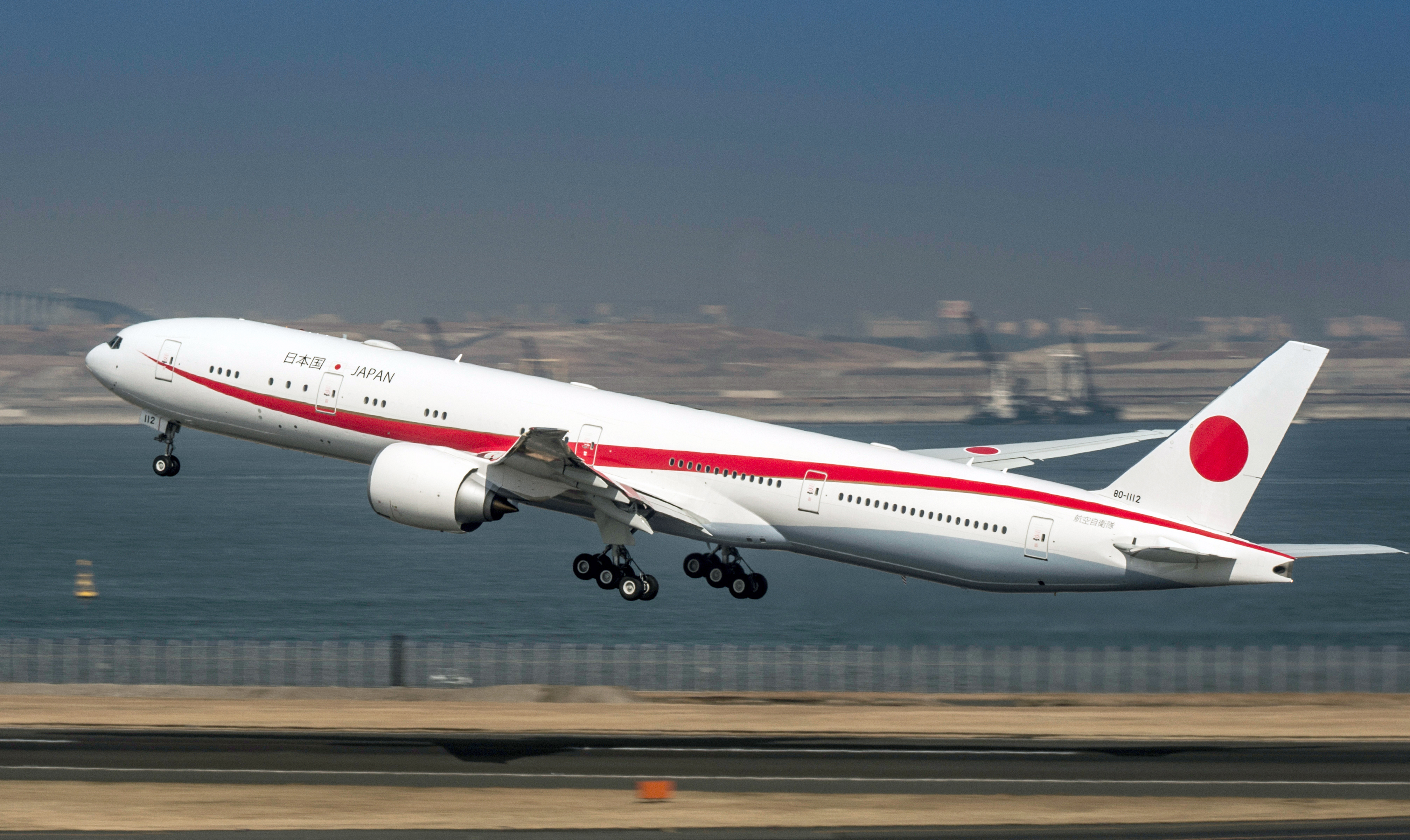
Japanese Air Force One et Japanese Air Force Two sont les indicatifs radio des deux B777-300ER (da) utilisés pour le transport des hautes personnalités depuis 2019
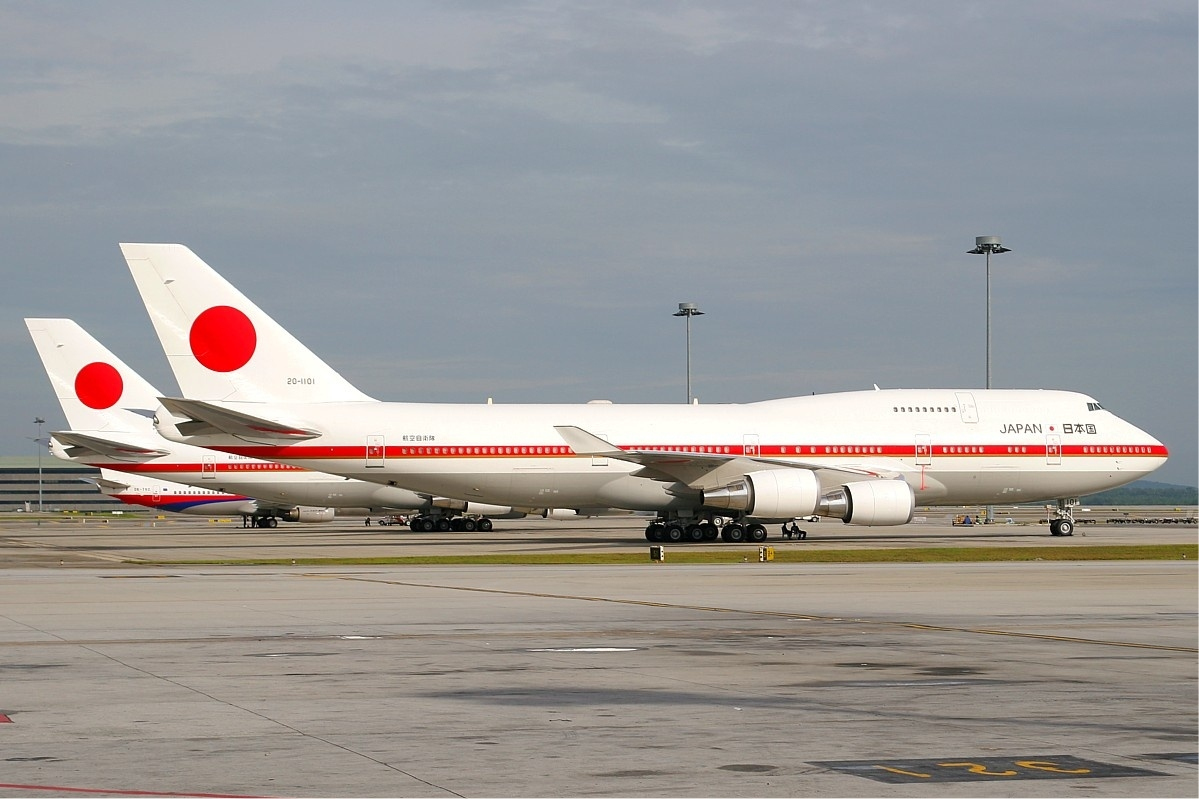
Un des deux Boeing 747-400 utilisé entre 1993 et 2019 remplacé par les B777.
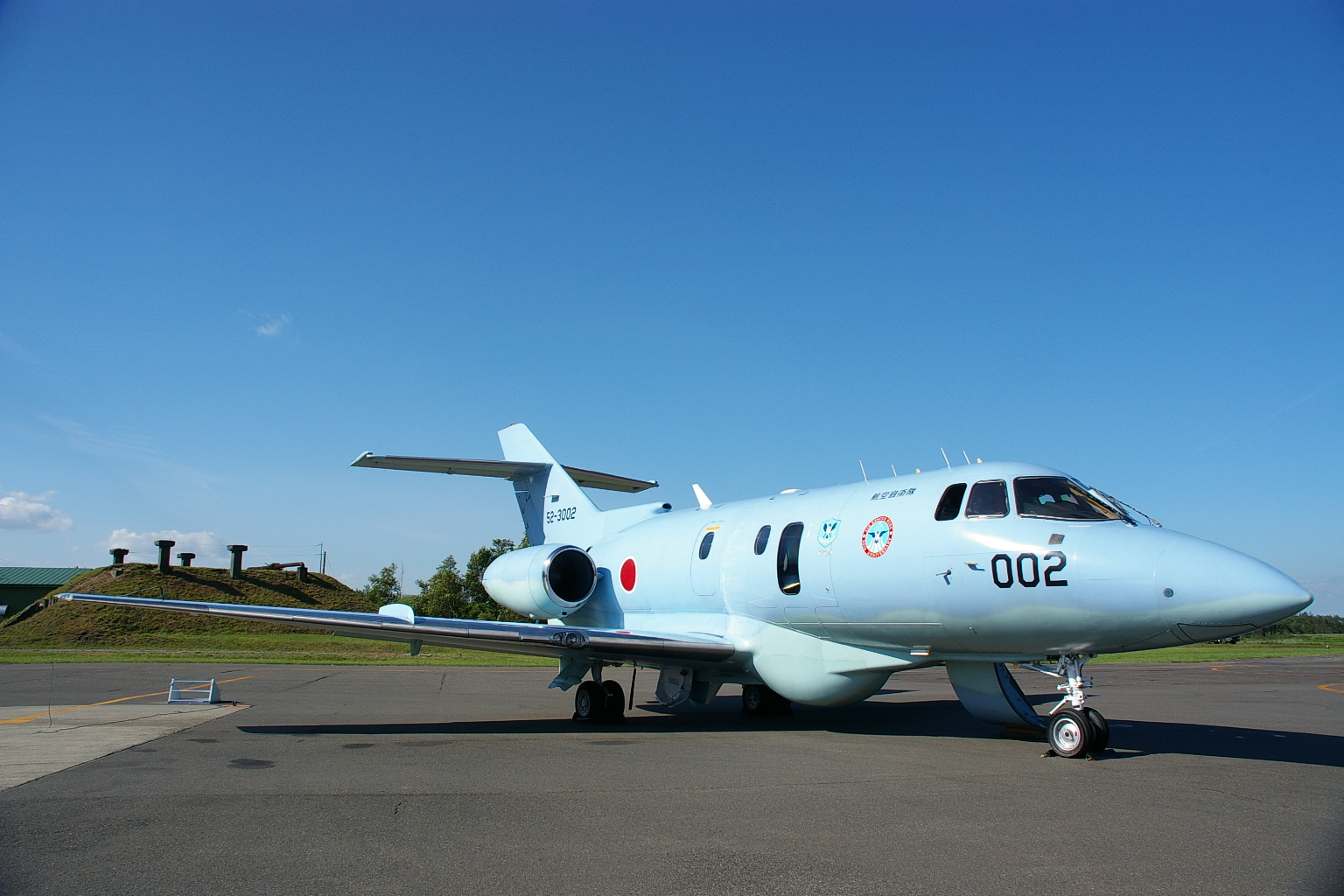
Un BAe 125, version U-125A.
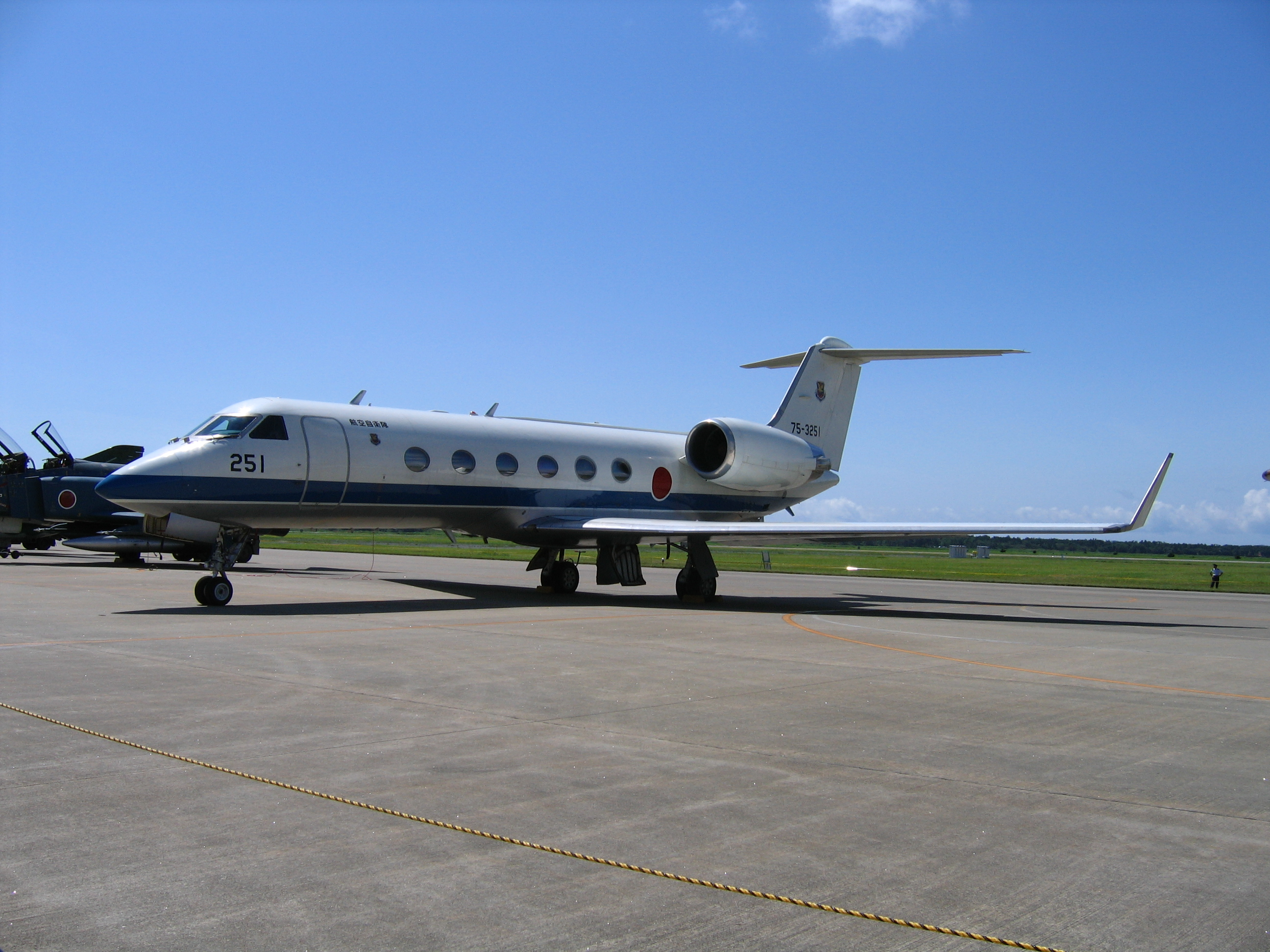
Un Gulfstream IV, dénomination dans l'armée japonaise : U-4.
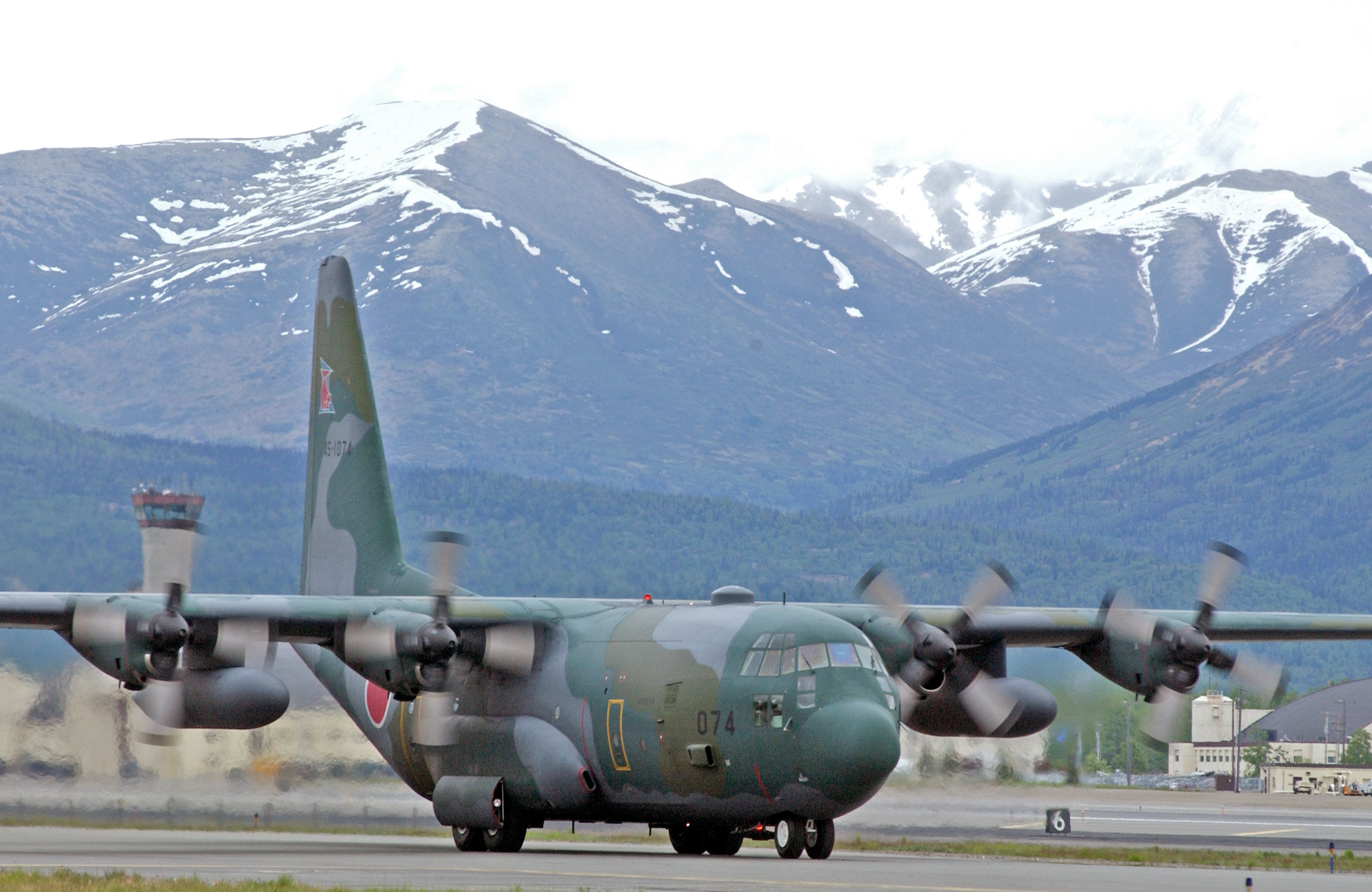
C-130H de la FAAJ
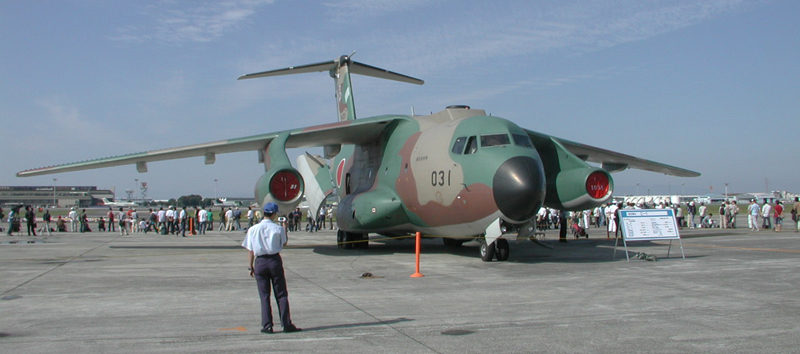
Un avion de transport tactique Kawasaki C-1 au sol.
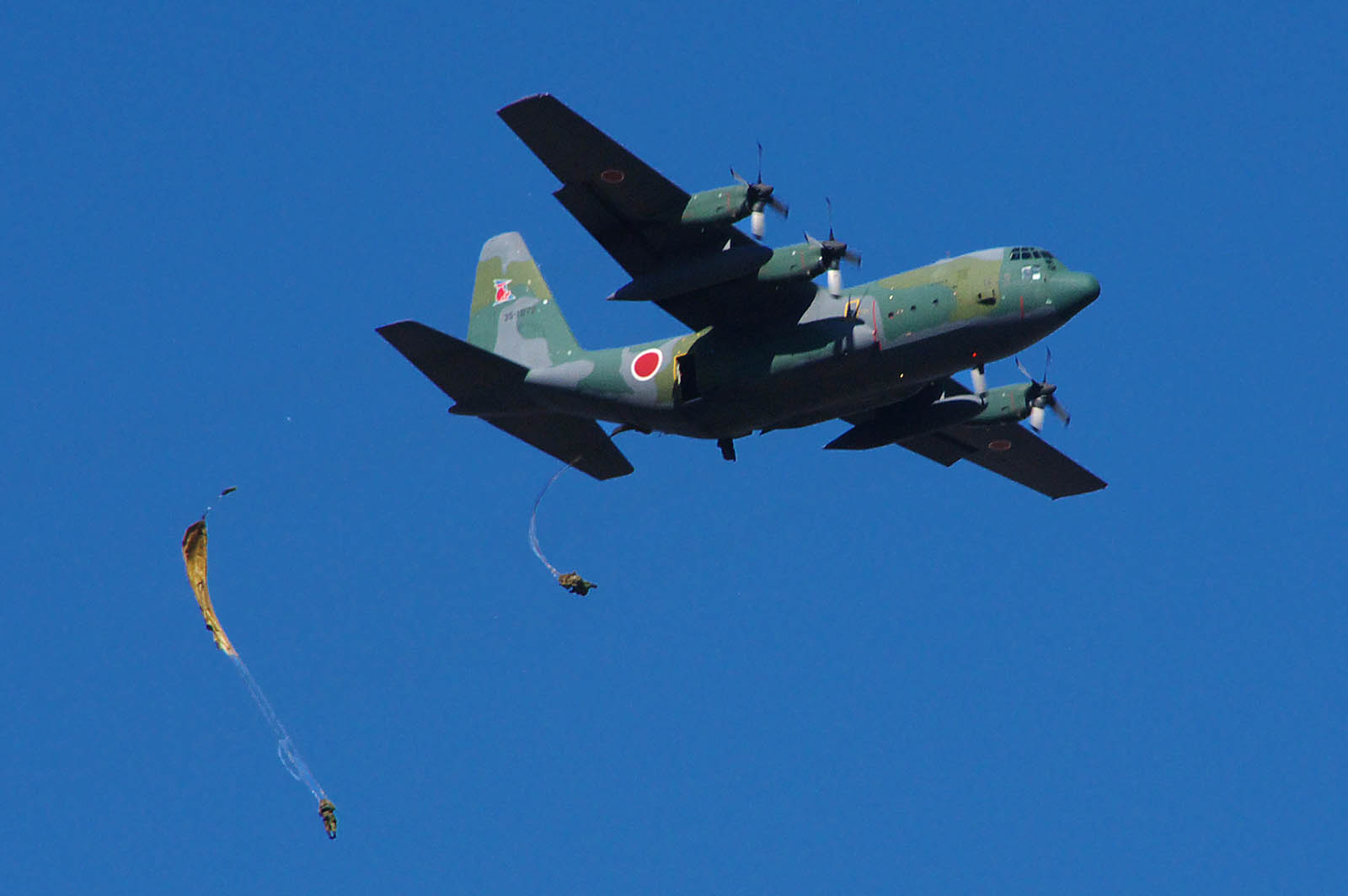
Un C-130H larguant des parachutistes de la 1re brigade aéroportée japonaise.
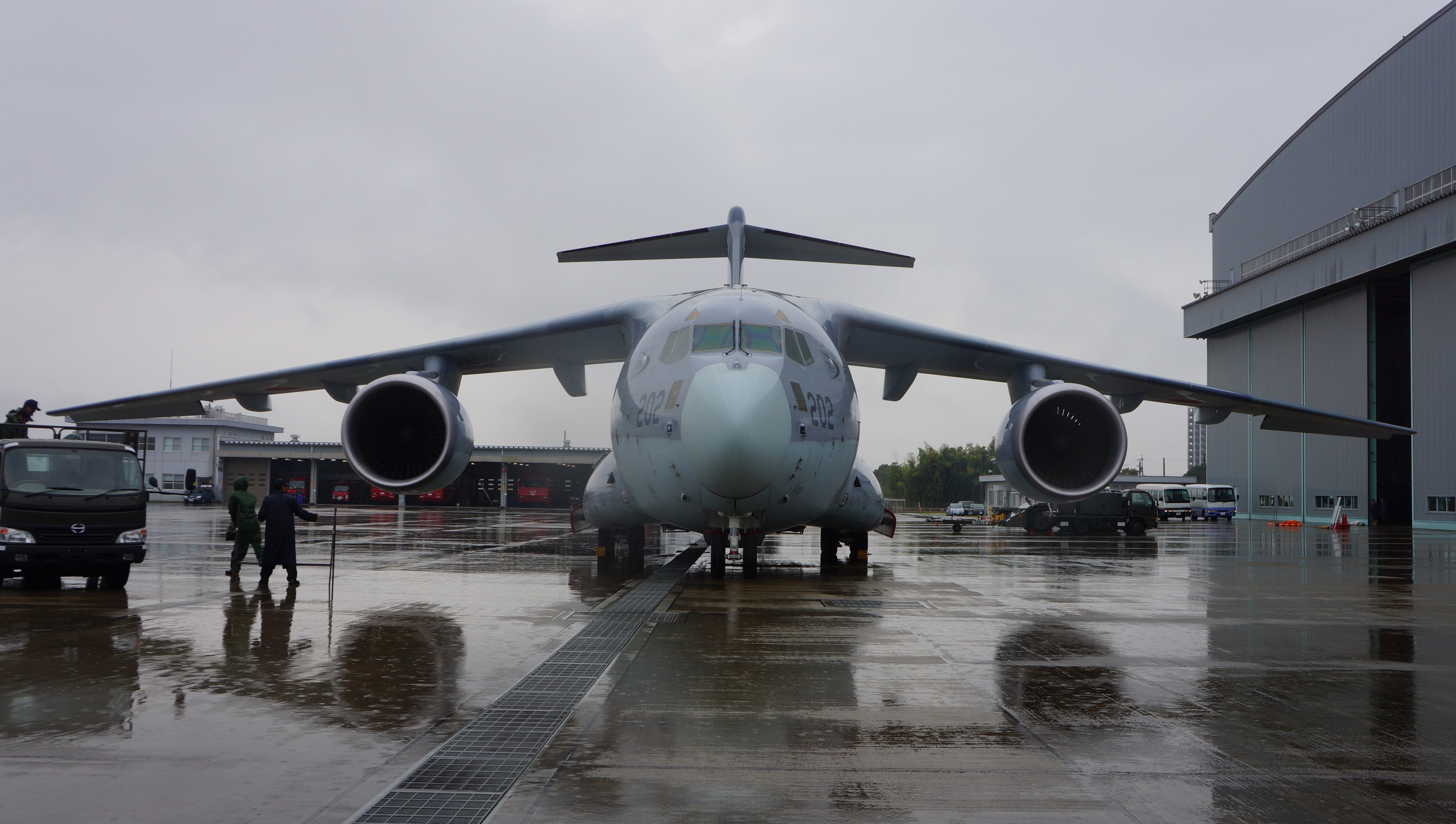
Un des prototypes du Kawasaki C-2.

### Système de détection et de commandement aéroportée
- Grumman E-2 Hawkeye : Lorsque le pilote soviétique Viktor Belenko fit défection le 6 septembre 1976 avec son MiG-25 en atterrissant sur l'aéroport d'Hakodate après un vol de 990 km en basse altitude depuis la Sibérie sans être détecté, le Japon vit que sa surveillance avec des stations radars au sol était défaillante. La FAAJ veut alors s'équiper de Boeing E-3 Sentry, mais la production de ceux-ci, venant tout juste de démarrer, étant réservée à l'USAF, elle opta pour l'achat de Grumman E-2 Hawkeye. Un premier lot de huit E-2C Group 0 fut livré entre 1982 et 1985, et un second de cinq machines au standard Group II fut livré en 1992 et 1993 au 601 Hikotai - Airborne Early Warning Group (AEWG)- de la base aérienne de Misawa[61], devenu le 31 mars 2005 Hiko Keikai Kanshitai (Escadron de surveillance et d'alerte aérienne)[62]. Neuf de ces avions sont portés au standard Hawkeye 2000, le premier ayant volé sous cette configuration le 14 juillet 2004[63]. Ils seront remplacés à partir de fin 2019 par des E-2D dont quatre premiers exemplaires ont été commandés en 2014 ; la vente de neuf autres est en cours de finalisation en 2018[64].
- Boeing E-767 : En 1991, le ministère de la défense japonaise demanda des fonds pour améliorer le système de détection et de commandement aéroportée en se procurant l'E-3. Malheureusement, la production du Boeing E-3 basé sur la cellule du Boeing 707 prit fin en 1991 et le plan fut abandonné. L'année suivante, Boeing proposa un AWACS basé sur la cellule du Boeing 767, et le ministère de la défense convint d'acquérir deux E-767 au cours de l'année 1993 et deux autres au cours de l'année 1994[65]. Ils entrent en service à partir de l’an 2000 au sein du 602 Hikotai de la base de Hamamatsu.

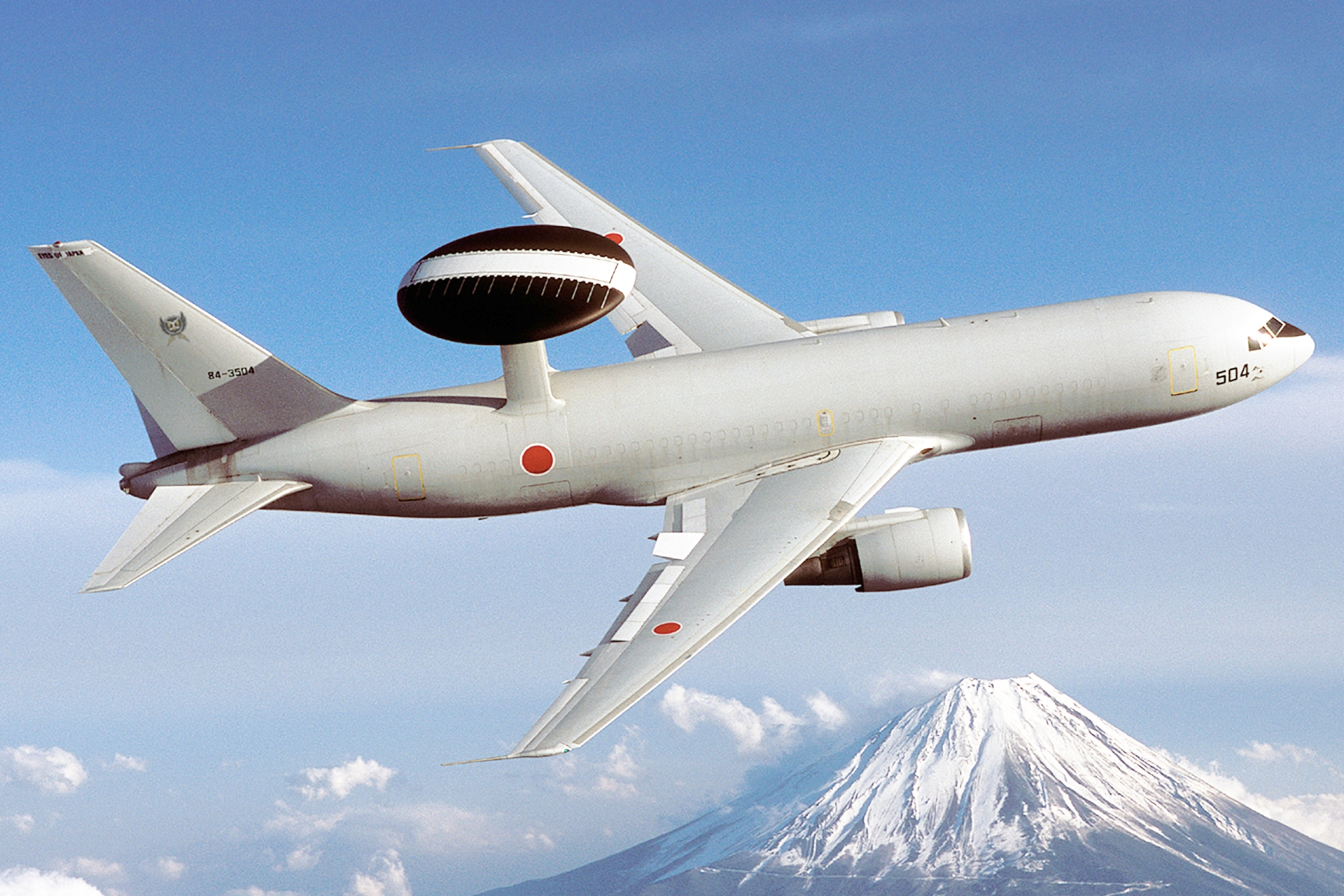
Un des quatre Boeing E-767.
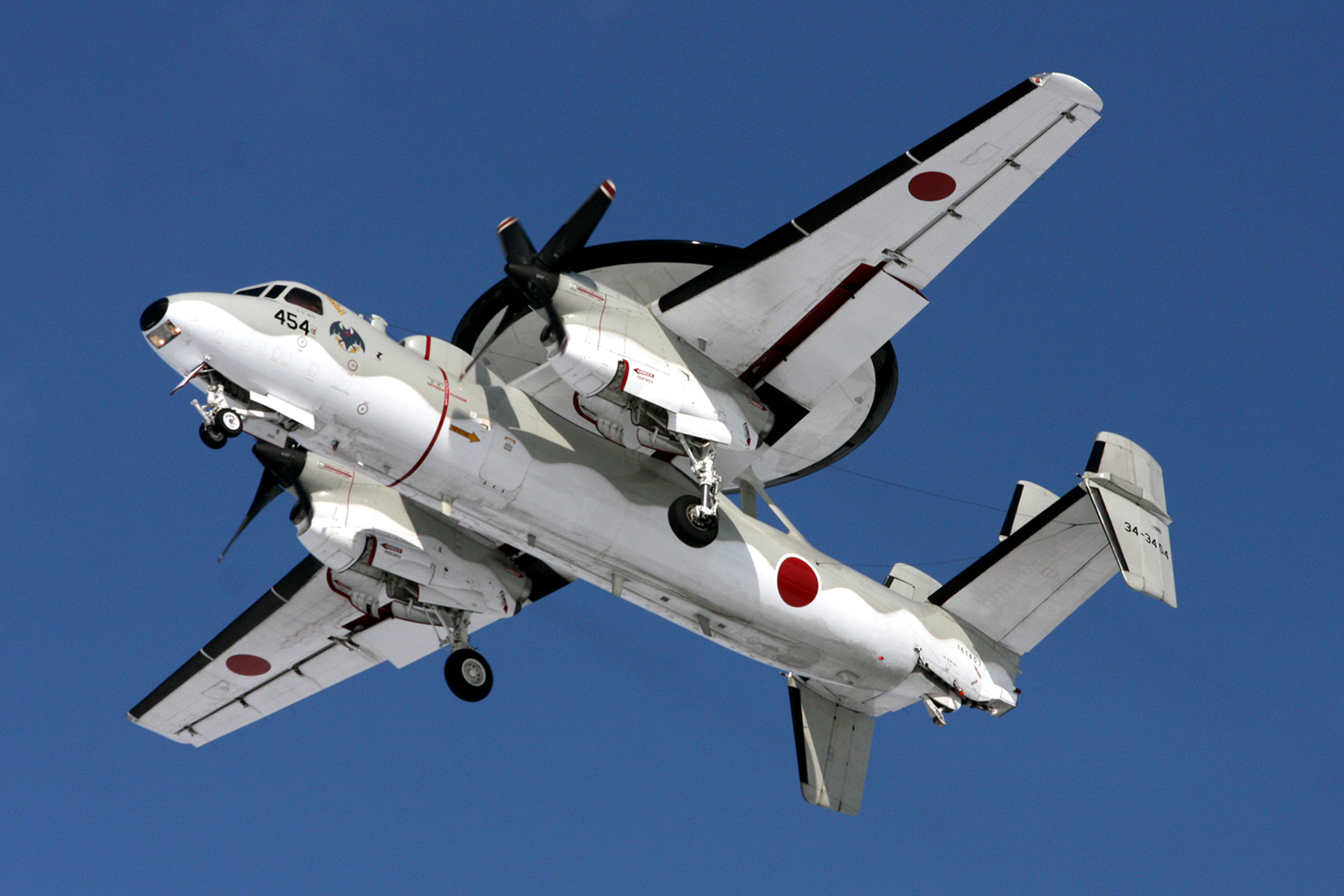
Un des E-2C japonais.

### Drone
Le Japon est intéressé par les drones de combat Bayraktar TB2. Un achat dans les années à venir serait possible.

### Entraînement
- Fuji T-7 : Ultime évolution du Beechcraft T-34 Mentor; Construit par Fuji Heavy Industries qui livre depuis 1978 des précédentes versions d'entrainement, le premier des 49 exemplaires commandés à l'origine a été livré en septembre 2002.
- Kawasaki T-4 : Avion d'entrainement subsonique dont le premier vol a eu lieu le 29 juillet 1985 et mis en service à partir de 1988[67]. Il remplace les Lockheed T-33A, retirés du service le 29 juin 2000 et le Fuji T-1[68].

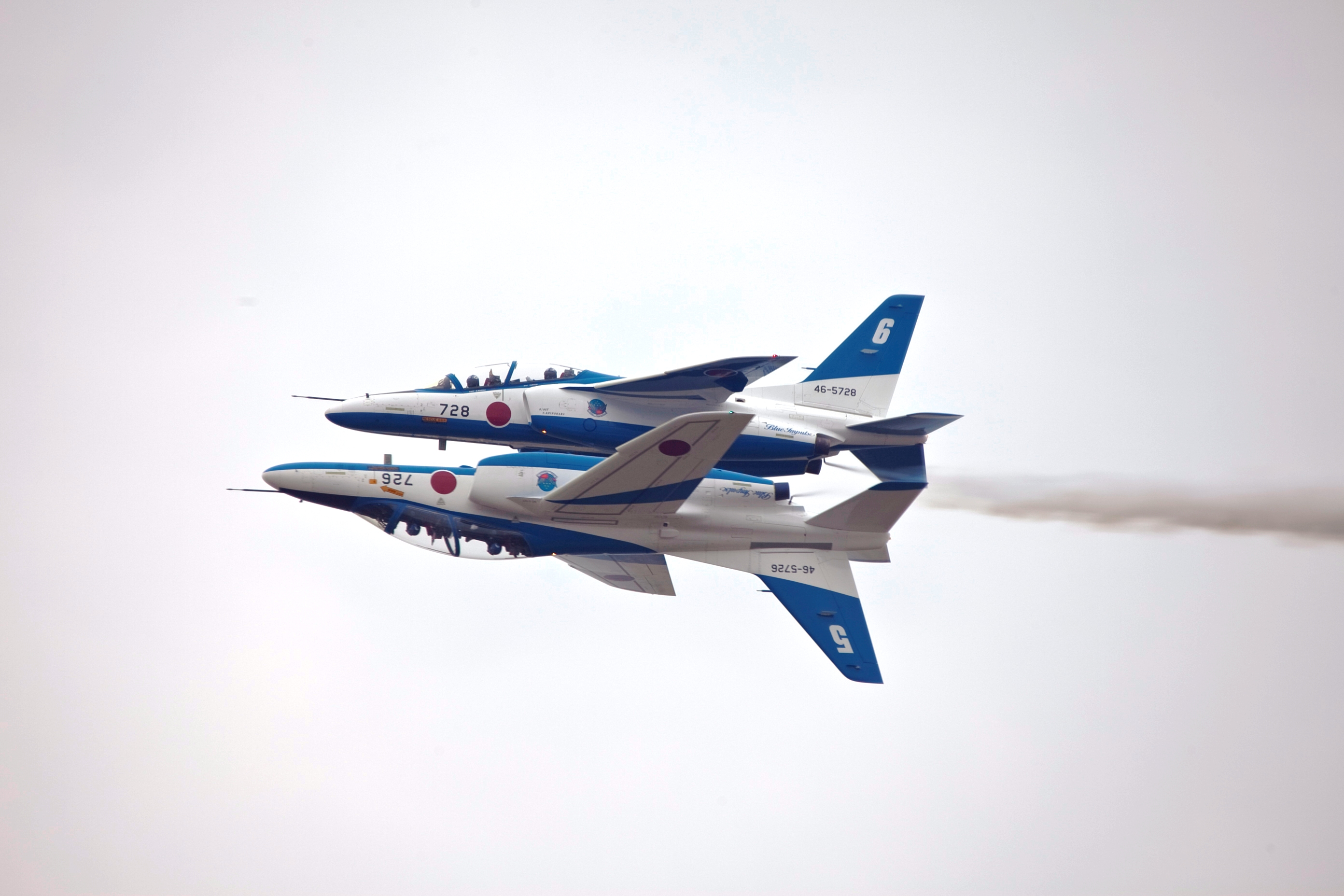
Kawasaki T-4 de la patrouille acrobatique Blue Impulse
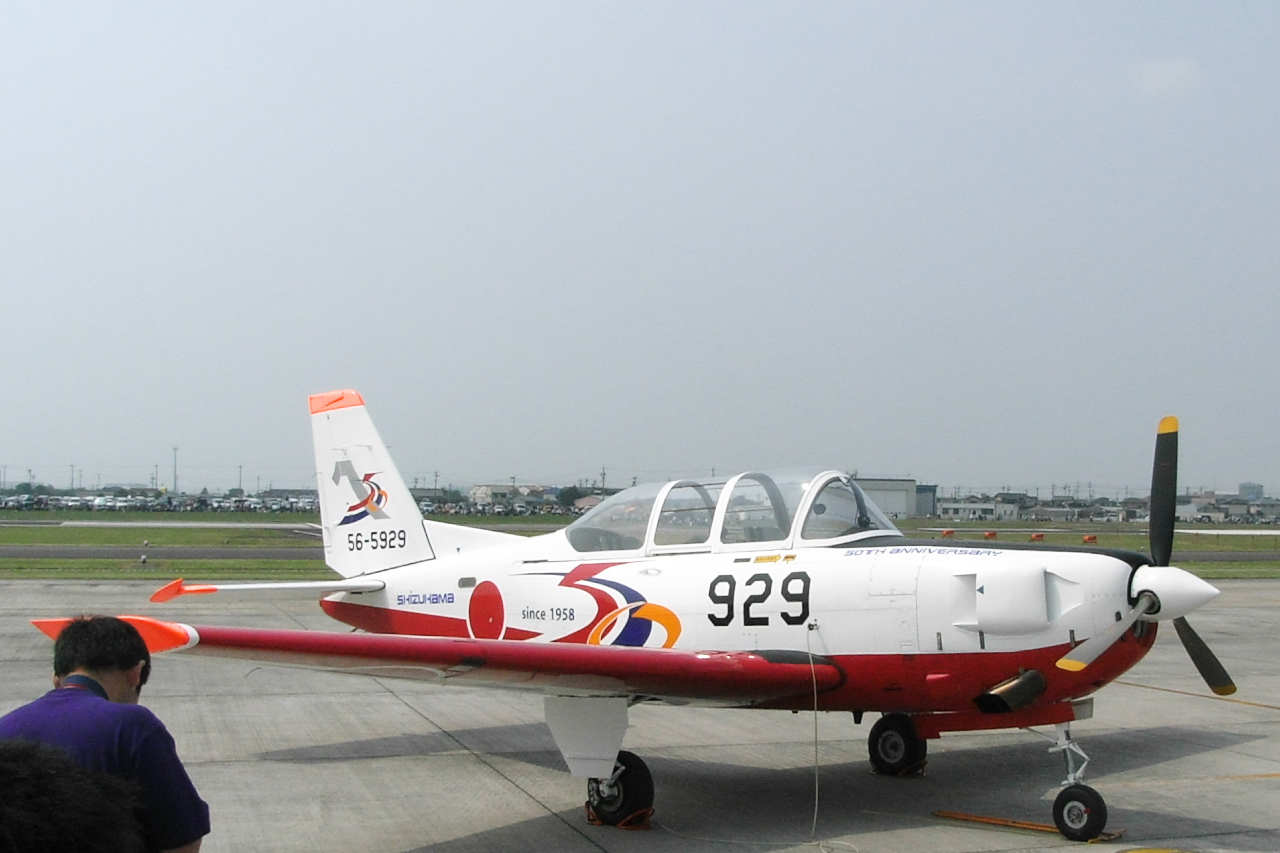
Un T-7 avec une peinture commémorative du 50e anniversaire de la base de Shizuhama (en)